# 城際快車

ICE标志

城际快车（Intercity-Express，缩写为，德語發音：[iːtseːˈʔeː] ⓘ），或称ICE列车、城际特快列车，是德國的高鐵列車，為德国铁路在长途运输方面的旗舰产品、最高等级的列车类别，并且是城际列车的升格。它很大程度上是在钟面运行系统中提供服务，范围覆盖全德国约180座ICE车站和6个邻国（奥地利、瑞士、法国、比利时、荷兰及丹麦）。
同样也可以用于表述这个系统中运行、但源自不同制造商的高速动车组。这些动车组被划分为6款型號（59列ICE-1、44列ICE-2、83列ICE-3（含新ICE-3）、70列ICE-T和若干列ICE 4），当中有约60列可以用于跨境服务。ICE所允许达到的最高速度在200至300公里/小时之间（在法国甚至可达到320公里/小时），并自1991年投入营运以来已行驶超过14亿公里（截至2011年5月）。
2012年共有7660万旅客搭乘城际快车，在德国铁路长途运输中的比重占58%。而这些列车所录得247.5亿客公里的比重则占德铁长途运输公司运输能力的66%。从1991年至2007年间共有约5.5亿人次使用城际快车。它在2012年的平均运行距离为323公里。
据德国铁路声称，ICE品牌是德国最为成功的品牌之一，它在德国的知名度几乎达到100%。城际快车的收益在德国铁路全集团销售总额中占8至10个百分点。

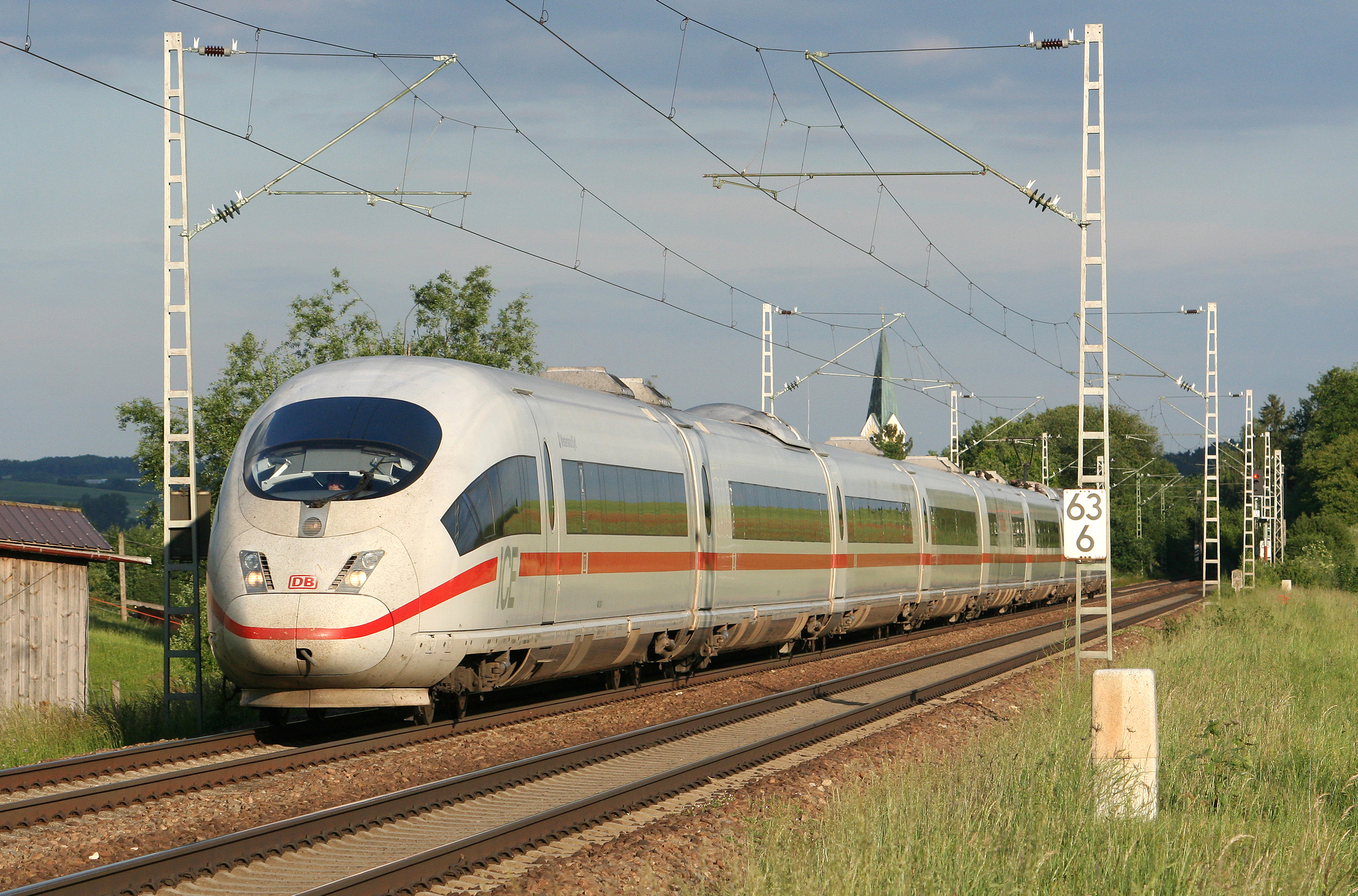
ICE-3运行于慕尼黑－因戈尔施塔特新造铁路

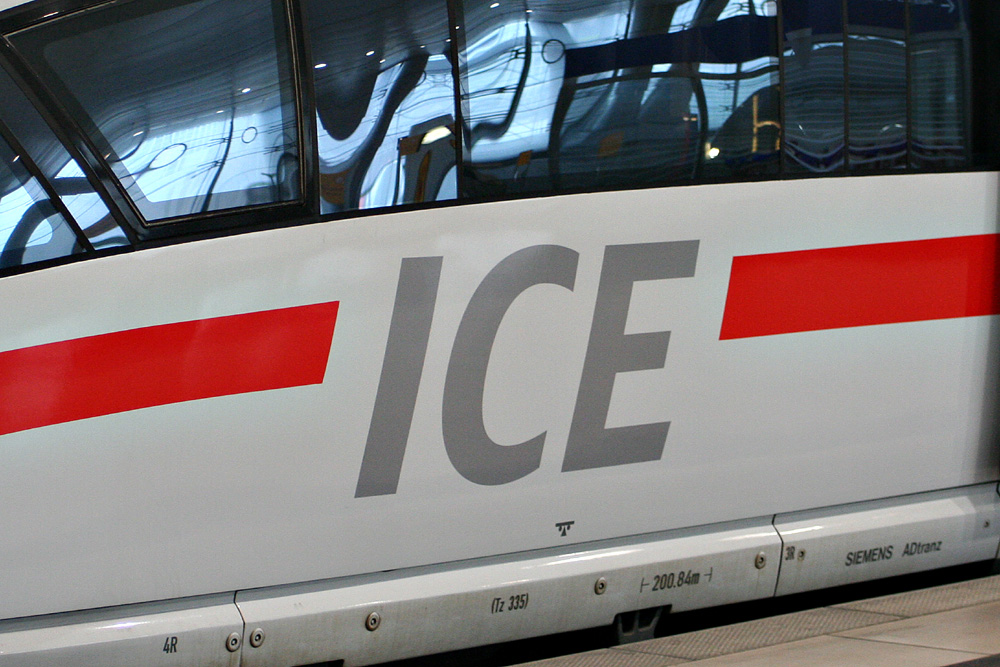
采用德铁字体的现行ICE标志

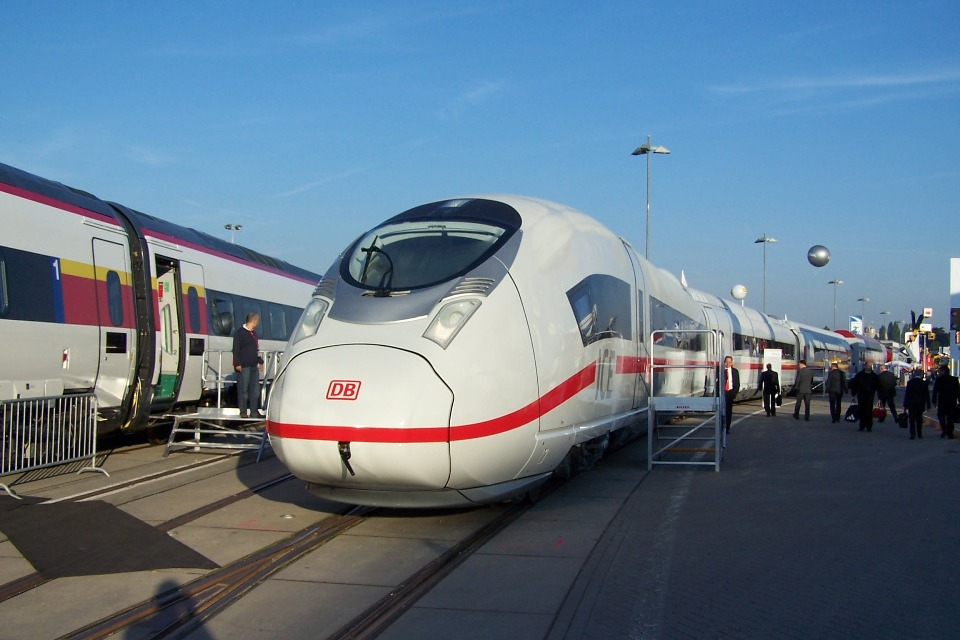
407型动车组（新ICE-3）

## 历史

### 既往史
德国联邦研究及科技部早在1970年代初便开始了对铁路高速运输（轮轨及磁悬浮）的基础研究和开发工作，至1990年，总投入已达到4.5亿德国马克。其中有7000万马克的份额是用于发展ICE。

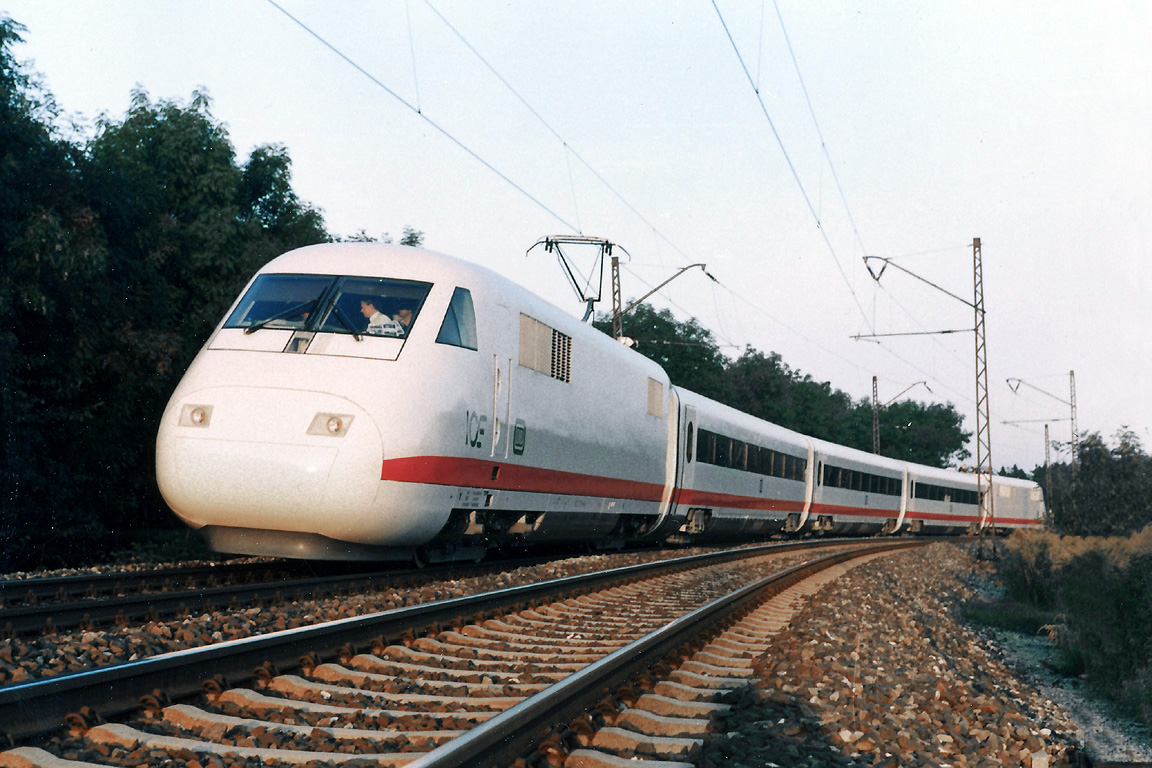
ICE的先驱试验型城际快车。这里是首次作为完整的列车在慕尼黑附近运行（1985年9月25日）。

ICE的先驱试验型城际快车是在1985年11月26日对公众亮相。就在同一天，列车在居特斯洛至哈姆之间的线路上以316公里/小时的速度创造了新的三相电轨道车辆速度记录。在随后的几年中，新开发的组件在相互的作用下，实现了德国以往无法企及的速度测试。测试程序的综合成果将最终应用于自1990年代所构想发展的高速运输所需的车辆。此外，该列车还进行了大量的展示运行，以检验乘客对未来高速列车的可接受性，其中包括担当常规的城际列车载客运行。它同时也会被用于其它特殊运行，例如当米哈伊尔·戈尔巴乔夫在对联邦德国进行国事访问时便乘坐了新列车。1988年5月1日，作为ICE世界纪录之行的一部分，其后被称为ICE-V列车的试验型车组在富尔达至纽伦堡之间的线路上以406.9公里/小时的速度创造了轮轨轨道车辆新的世界纪录。
在1980年代初期的规划中，由机车牵引的列车（120型）应该能以200公里/小时的最高速度在新造的线路中运行。而在联邦铁路管理层和德国联邦交通部之间漫长的讨论过程中，逐渐构建出第一代ICE的概念。一个重要的里程碑是HGV项目在1984年5月获得通过，这将加快速度为250公里/小时的高速铁路的开发进程。在确定了列车的设备、车厢长度和宽度以及数量后，首批量产车辆（41组）自1987年开始生产。1987年1月13日，交通部长维尔纳·多林格宣布，联邦政府将首先为10组ICE列车提供融资担保。而在此前的部分设想中，内阁考虑到速度为250级别的专用高速铁路的合理使用性，并不准备为所需的相关列车提供资金。根据当时的规划，应总共交付40至50列ICE车组，并自1991年起上线运行。1987年8月1日，交通部长正式批准了对41组量产ICE列车及必要维修设施进行采购。

### 发出订单
根据意向书，联邦铁路在1987年9月总共订购了82节动力车头和482节中部车厢。但这项采购计划直至1988年7月才获得联邦交通部的批准，因此发出订单已为时较晚。根据联邦铁路的公告，首个批次应该在1987年底全面投产，并按照最初的生产计划在1991年中期交付25列动车组。然而鉴于发出订单的推迟，该时间表必须加紧。
订单文件由联邦铁路中央局在1989年1月20日（动力车头）和2月20日（中部车厢）正式授予制造商联盟。首批订购的41列动车组的价格总值约为18亿马克。其中每节动力车头的造价为870万马克，餐车为400万马克，功能性车厢为300万马克以及一等和二等车厢各270万马克（1990年价格水平）。
在1990年夏天，联邦铁路再以约10亿马克的金额订购了另外19组列车。首批中部车厢（一等车、二等车、功能车）于1990年夏季末交付，首节餐车则是在秋季交付。
ICE运行的推广行动早在1985年，即正式投入营运的六年前，便作为纪念德国铁路运输150周年宣传的一部分而推出。自这一年起，联邦铁路也因为规划中的ICE列车而以“新铁路”的口号在客运及货运服务中进行了为期多年的宣传。从1985年的规划可以看出，新列车自1991年起将最初在两条线路，汉堡－慕尼黑和汉堡－法兰克福－巴塞尔之间使用。

### 名称选择
由试验型城际快车所衍生出来的量产列车在最初（1985年初的规划阶段）是被称为“高速列车”。“城际快车”的称谓则是在漫长的讨论过程中便已出现。这一术语无论是在德文或是英文中都应该都容易理解。在ICE先驱车型——试验型城际快车中用于表示试验型的字母E此时也被赋予了新的意义“快速（”。该名称随后还一度被考虑更改为“欧洲城际列车”。此外，城际列车后续项目在1983年也被称为“城际2000”。而ICE的缩写于1982年9月6日便在发出试验型城际列车的订单时便已采用。早在1970年代中期，另一种快速动车组403型也曾以“城际快车”的名义在慕尼黑－不来梅间运行。

### ICE特点
随着ICE的引入，行车时间得到缩短，例如在汉堡至法兰克福之间减少了62分钟，汉堡至斯图加特间由于经行两条新造线路更是可以节省115分钟。但没有或只有少数列车的时间节省是通过既有网络实现的。因此在乌尔姆至斯图加特间的菲尔斯河谷铁路上，列车的行车时间相比起全欧快车或城际列车系统仅下降了5分钟。

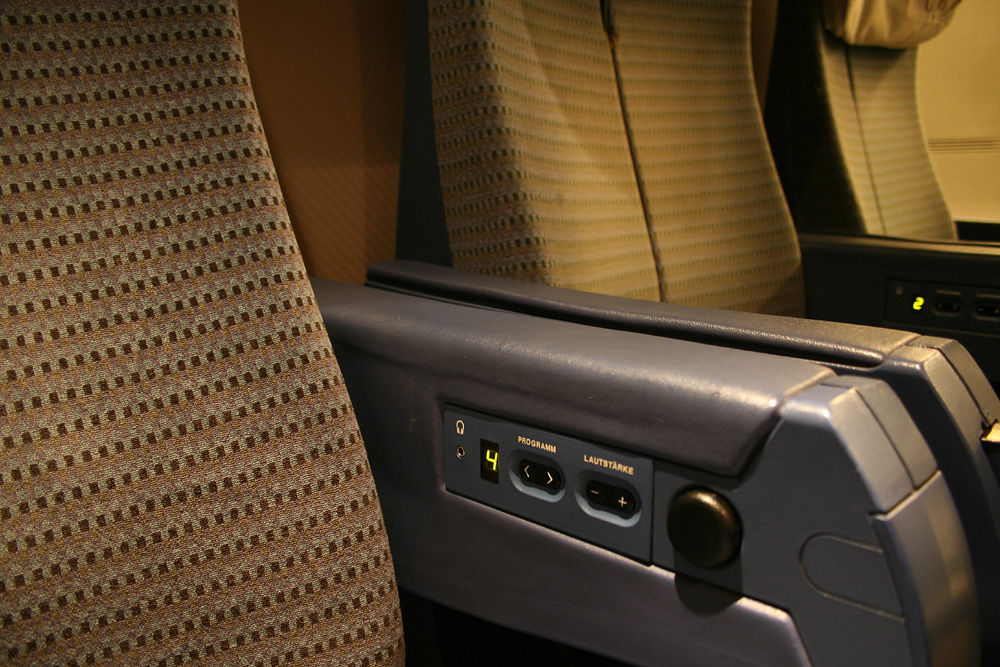
内置于座位扶手中的音频模块是新的舒适性特点之一

除了较高的行车速度（250相对于200公里/小时），ICE的舒适性也较城际列车（简称）有了显著的改善。因此，车厢宽度相比起当时最先进的IC车厢增加了约20厘米，从而成为德国联邦铁路有史以来投入服务最宽的铁路客车。另外，座位间距也提高了约8厘米，使得具有相同长度的二等车厢座位数从88席减少至66席。二等车厢（横排座椅）的座位间距为1025毫米。座位靠背则可以调节达40度。其它的舒适性特点还包括一个特别宽敞的乘降区、宽敞的过道、自动开启的内部门和通过按钮开启的乘降门。此外，还有间接通风的空调、衣帽间、储物柜和电话亭，所有座位都配备的八频道音频系统以及配备在两舱内部分地方的视频显示器。一套旅客信息系统是基于文本显示，可提供包括行车速度、中途停站和换乘资讯在内的信息。一等车厢的乘客还可利用服务按钮呼叫乘务员。通过欧洲通訊网络提供的欧洲信号和火车上的通訊装置使乘客也可在列车途中使用传呼机。
ICE还在德国铁路运输中首创了纯粹的吸烟车厢和无烟车厢，在此之前，这项划分通常是在同一节车厢内实行。ICE列车的编组也遵循IC列车的方式：餐车被置于一等和二等车厢之间。在业务上，ICE被视为不可分离的固定编组列车。一项重要的创新是在汉堡-埃德斯特德建成了可节省列车维护时间的ICE车辆段。这里可同时对列车的三个层面进行维护，技术故障也可通过无线电预先告之。
在ICE身上还能找到一系列在铁路运营中汇集的技术创新，例如三相交流传动技术（来自120型机车）、电子牵引力和制动控制以及通过光导纤维实现的车内数据传输。
在服务中的创新则包括当ICE列车延误在30分钟以上时，旅客将可以获赠抵用券。

### 投入运行
1991年5月29日，ICE营运随着从波恩、汉堡、美因茨、斯图加特和慕尼黑星线运行至新落成的卡塞尔-威廉山车站而开启。在这些列车并排停靠在月台后，联邦总统里夏德·冯·魏茨泽克于12:00象征性的将发车信号切换为绿灯，并宣布：“德意志联邦共和国的高速铁路运输正式通车（Der Hochgeschwindigkeitsverkehr in der Bundesrepublik Deutschland ist damit eröffnet.）。”驾驶首发ICE的火车司机则象征性的从他手中接过列车钥匙。
ICE产品的市场利用，因为继承了城际列车在铁路中的尖端产品地位，而推出了“快如汽车之两倍，快如飞机之一半（Doppelt so schnell wie das Auto, halb so schnell wie das Flugzeug）”的标语。伴随着ICE启动的广告攻势除了速度外，还强调新列车的舒适性和其它特点，并着重强调了新尖端产品的革命性特质。平面广告在动力车头、列车端部和中部车厢（内部及外部）均有展示，并伴有文字如：“156年前，火车旅行被认为是令人振奋的。现在又继续如此（Vor 156 Jahren galt Bahnfahren als aufregend. Jetzt ist es wieder soweit）”、“極速250，持續地放鬆（250 Spitze. Entspannung serienmäßig）”、“时间、空间和舒适性的新感受（Ein neues Gefühl für Zeit, Raum und Komfort）”或是针对列车呈现出的前卫室内设计而推出的“1991年6月2日，铁路开始航天计划（250 Spitze. Entspannung serienmäßig）”等等。此外，还有6条商业短片在电视上播放。仅1991年，联邦铁路围绕ICE所进行的广告攻势便斥资约1800万马克，超过了以往的其它任何宣传活动。
ICE从一开始便收取附加费。ICE的附加收费是根据相较于IC列车的行车时间增益来制定。在ICE引入之时的附加费为3.40至24.00马克（二等车厢）和4.00至40.00马克（一等车厢）之间。这比IC列车的平均价格上涨了14%。
据铁路部门宣称，在前100个运营日内共有250万人次的旅客搭乘了ICE，比上一年度利用铁路出行的人次多出25%。其中有五分之一的旅客为新客户，平均上座率为54%（IC为48%）。26列ICE车组共实现了82%的正点率。
随着ICE被引入从德累斯顿经莱比锡至法兰克福之间的线路，ICE网络在2000年5月下旬的规模已发展成总长度为5000公里的七条线路。在最繁忙的ICE节点，即法兰克福至汉诺威间每小时可单向发送多达6班ICE列车。

### 第一代

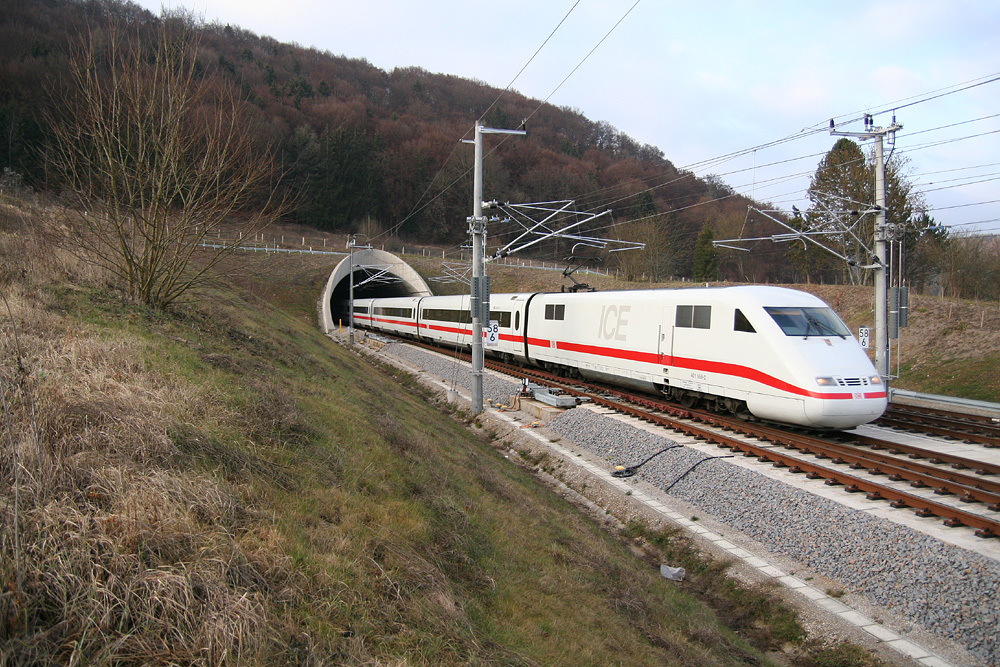
一列ICE-1运行于纽伦堡－因戈尔施塔特新造线路

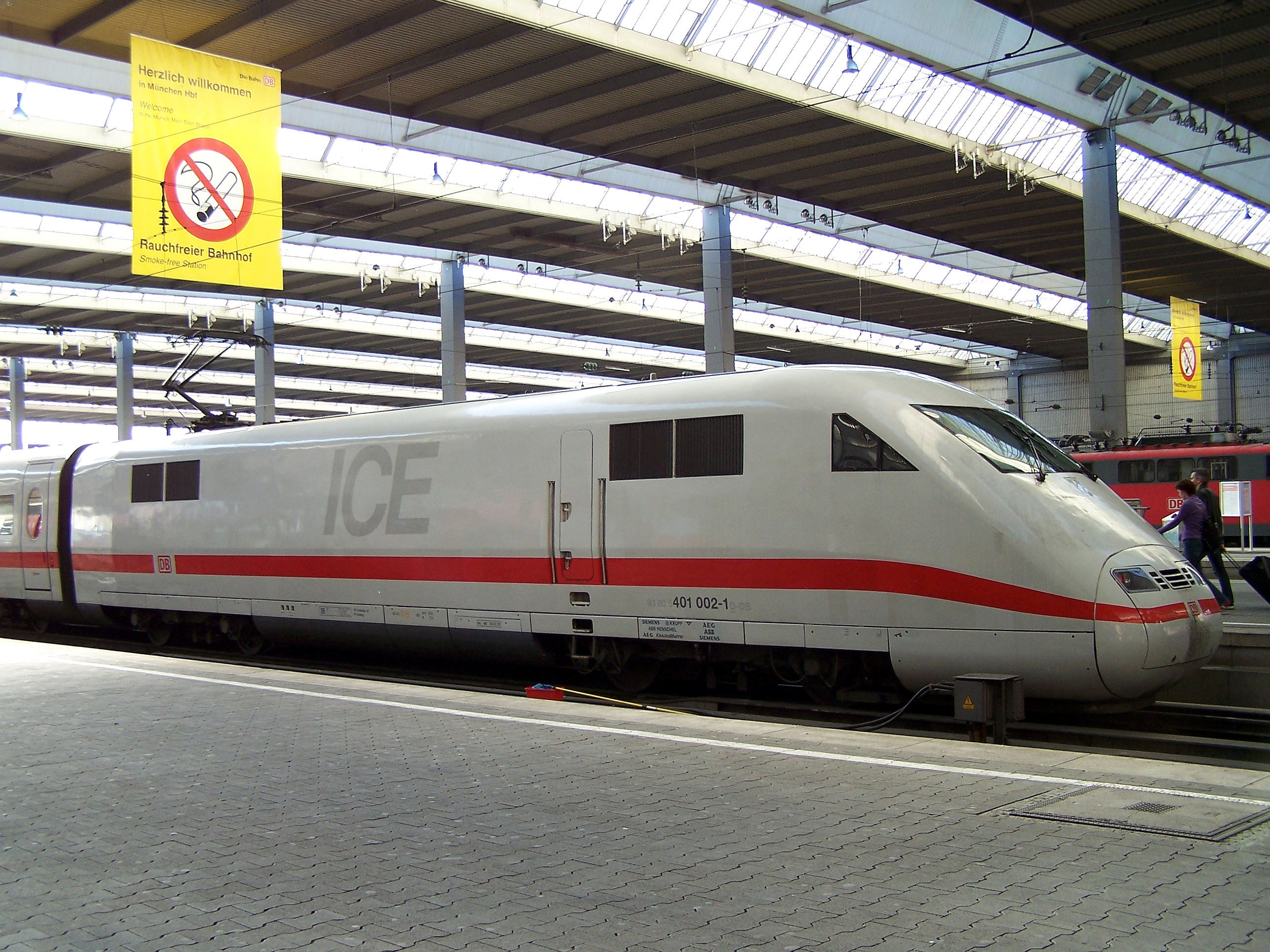
ICE-1的401 002号动力车头于慕尼黑火车总站

第一代ICE服务是自1989年起以ICE-1型动车组投入服务。这使得联邦铁路可以在1991年6月2日的史上最大规模的运行图调整中，将从汉堡-阿尔托纳经由汉诺威－哥廷根－卡塞尔-威廉山－富尔达－法兰克福－曼海姆－斯图加特－奥格斯堡至慕尼黑的线路作为新的ICE-6号线。因此在同一年开通的两条高速铁路（汉诺威－维尔茨堡以及曼海姆－斯图加特）也从一开始便被纳入ICE网络。首条ICE线路的列车在每日5:41至16:41间从慕尼黑每隔一小时1班发往汉堡（反向亦然）。运行图调整还得到了新的特别优惠和过境优惠的照顾。至1991年中期，共有270名驾驶员、300名乘务员和60随车技术员接受了针对新列车的培训。首条线路的平均行车速度为127公里/小时。
1992年再有29列动车组交付，从而使车队的动车组总数增加至43列。这也使得IC-4号线（从汉堡-阿尔托纳及不来梅经由汉诺威－哥廷根－卡塞尔-威廉山－富尔达－维尔茨堡－纽伦堡－奥格斯堡至慕尼黑）在1992年5月31日可以完全交由ICE动车组运行。早自3月1日起，这条线路便已有9对城际列车的交路更换为新交付的ICE车组担当，并仍然按照普通的城际列车收费标准运行。随着车辆的盈余，机车牵引式列车能够自1992年的夏季运行图起补充至IC-3号线。在1992年9月27日起实施的运行图调整中，ICE“熊猫号”成为首班驶入国外的图定ICE列车，从汉堡经由法兰克福及巴塞尔前往苏黎世。
一年后，至1993年5月23日的运行图调整时新设立了ICE-3号线，它是继原IC线路自1991年6月2日起仅在柏林和卡尔斯鲁厄间提供两小时1班的发车间隔后，现在重新在汉堡-阿尔托纳经由汉诺威－哥廷根－卡塞尔-威廉山－法兰克福－曼海姆至卡尔斯鲁厄之间提供每小时1班的发车间隔。而早在1992年期间，它便已通过发自汉堡的个别班次将发车间隔加密为类似的每小时1班，其中包括3对ICE列车。不断交付的ICE车组就是以这种方式得以迅速被整合至钟面运行图。至1993年底共有50列车组可供使用，伴随着2190万人次的载客量和2390万车公里，ICE在长途运输所占的比重已达到26.8%。
在同时进行的运行图调整中，还首次开办了通往柏林的ICE列车。由于此前柏林动物园车站周边缺乏电气化和建筑工程，列车只能在城市东部的柏林-利希滕贝格车站办客，并经停米兴多夫。前往“动物园”则另外开办有由柴油列车担当的接驳服务。在ICE-6号线的走向变更为从汉堡-阿尔托纳至柏林动物园（经由马格德堡，自1998年起也经由汉诺威－柏林高速铁路），并提供两小时1班的发车间隔后，柏林市内才获得了首个ICE停靠点。这也使得以往从临时ICE车站米兴多夫和临时终点站利希滕贝格开办的接驳服务得以撤销。自1992/93年的运行图更替起，4号线和6号线的个别班次还共同组成了从各自终点站——汉堡-阿尔托纳或柏林偏离而来、并每隔两小时1班往返于不来梅的服务，这也是自1985年中期的路网改革以来，从不来梅前往哥廷根再不提供贯通的IC服务之后，在这一路段首次设立的图定ICE站点。自1994年9月25日起，每日有一对列车停靠德累斯顿（经由柏林）；而自1995年9月起，还有多对ICE列车开始运行前往基尔。
1993年5月23日，慕尼黑ICE车间作为第二个ICE车辆段投入运作。自1994年3月8日起，ICE开始在科隆至柏林间运行。
全部60列第一代车组在1993年完成交付，当局同时开始订购44组第二代车组。在头三个运营年度中，共有6670万人次搭乘ICE。在1993年，每组列车658个席位的平均上座率为47%。同年ICE的运营收益为11.39亿马克，同比增长了42%。
1993年6月，一列八节编组的ICE动车组作为ICE列车北美之旅的一部分被运往美国。在技术上海外的这一车组将在美国和加拿大的25个主要城市进行大量的展示运行，并在1993年末于纽约－华盛顿特区的线路（东北走廊）上担当常规服务。列车已经根据这条线路的电力系统进行了调整，并在许多其它运行中经由柴油机车牵引。西门子和AEG-西屋公司希望藉此获得一份来自美铁的26组列车订单。但随着GEC-阿尔斯通在1994年4月赢得标书，西门子又最终尝试将ICE列车和ICE线路技术售往韩国。早在1991年5月底，即德国的ICE服务投入营运前不久，以西门子为首所组成的财团便已与以阿尔斯通为首的工作组在德克萨斯州的高速运输系统发标中展开竞争。但这次竞标也与其它的尝试一样，第一代ICE销往海外并未获得成功。
自1995年起，有两列ICE-1车组作为所谓的“理念列车”在汉堡至巴塞尔或斯图加特间运行。列车对移动电话放大器、餐车瓶子回收的利用和车内互联网的概念进行了测试。它们在随后又重新作为常规ICE列车运行，并不再进行测试。
自1995年5月起，在ICE-3号线运行的ICE列车首次将定期运行的最高速度达到280公里/小时。在1997年初，ICE迎来了第1亿位旅客的里程碑，ICE旅客的数量平均每日为6.5万人次。
一项根据ICE-1列车进行调整、并专门用于高速货运的ICE-G列车计划也已进行了广泛的研究，但从未付诸实现。
| 年份                                                   | 百万 乘客(1) | 十亿 客公里(1) | 百万 车公里(2) | 百万 总车公里(3) | 十亿 座公里(2) | 上座率 |
| ------------------------------------------------------ | ------------ | -------------- | -------------- | ---------------- | -------------- | ------ |
| 1991                                                   | 5.90         | 2.04           | 6.0            | —                | 4.00           | 51 %   |
| 1992                                                   | 15.30        | 5.24           | 15.9           | —                | 10.40          | 50 %   |
| 1993                                                   | 16.40        | 7.70           | 24.4           | 26.3             | 15.10          | 51 %   |
| 1994                                                   | 20.80        | 8.15           | 28.1           | 29.3             | 17.40          | 47 %   |
| 1995                                                   | 24.60        | 8.74           | 29.3           | 30.8             | 18.00          | 49 %   |
| 1996                                                   | 25.90        | 8.85           | 31.1           | 32.3             | 18.80          | 47 %   |
| 1997                                                   | 28.30        | 9.78           | 34.1           | 35.5             | 21.56          | 45 %   |
| 1998                                                   | 31.40        | 10.15          | 38.5           | 40.0             | 22.25          | 46 %   |
| 1999                                                   | 35.64        | 11.59          | 44.6           | 46.2             | 26.26          | 44 %   |
| 2000                                                   | 41.61        | 13.92          | 50.0           | 51.8             | 27.99          | 48 %   |
| (1) 仅境内，包括免费搭乘 (2) 商业报价，国内 (3) 总里程 |              |                |                |                  |                |        |

### 第二代

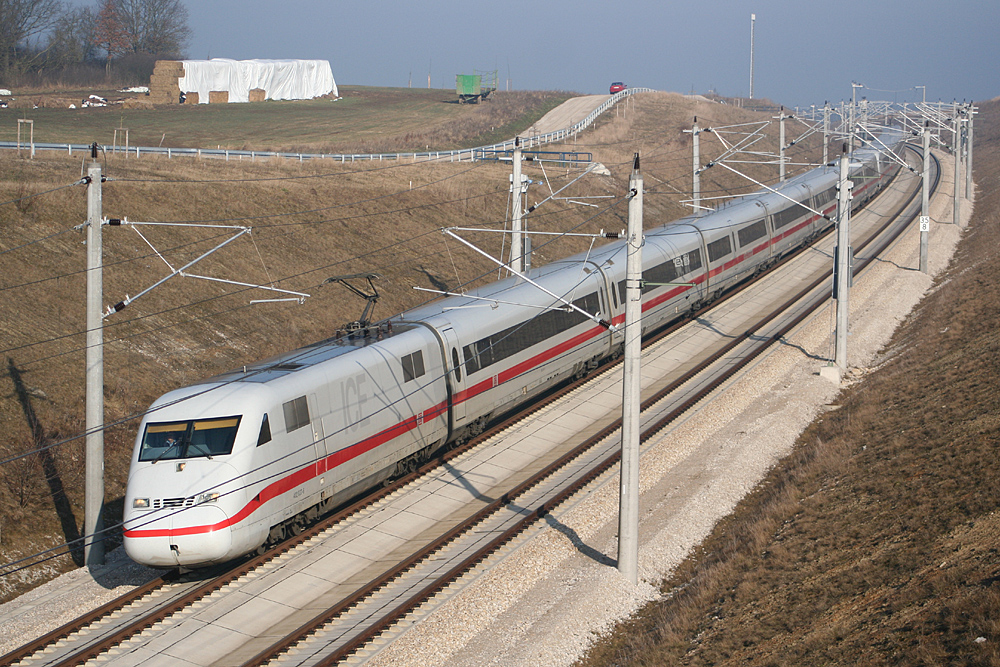
ICE-2运行于纽伦堡－因戈尔施塔特新造线路

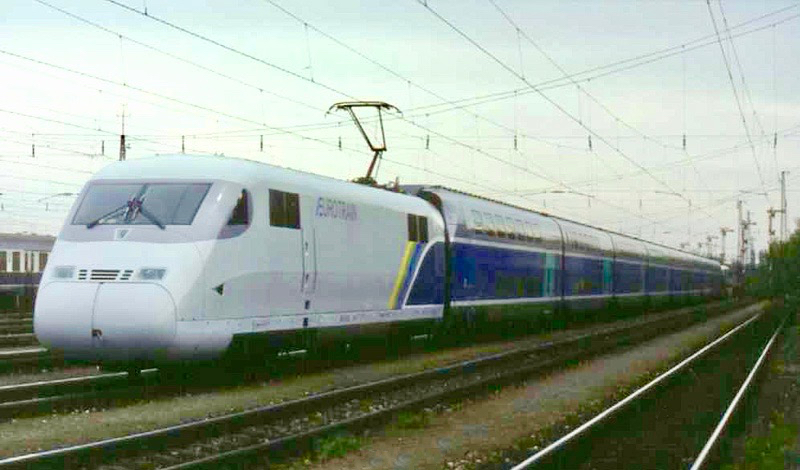
欧洲列车，一列临时由ICE-2动力车头和TGV-Duplex中部车厢合组的演示列车，于1998年4月在慕尼黑

联邦铁路在1993年8月17日斥资22亿马克订购了60组第二代ICE列车，随后共交付了44组。首列ICE-2型动车组自1996年10月起交付使用，他将有助于改善两组列车相互重联概念中的负载控制。自1996年12月起，ICE-2列车开始投入定期的常规运行。
此后这些列车将自1997年的夏季运行图实施起被用于在柏林至科隆（在早晚至法兰克福）间新设立的ICE-10号线，自冬季运行图实施起用于进一步延伸至波恩的两小时1班的服务。然而由于控制车并不是从一开始就交付或通过验收，铁路方面在这条线路上最初是利用两组列车固定重联成一列大编组列车运行。直至1998年5月24日，在所有控制车完成验收后，ICE列车的分拆运行才得以自哈姆一部分经由多特蒙德－埃森－杜伊斯堡－杜塞尔多夫，或另一部分经由哈根－伍珀塔尔－索林根前往科隆和波恩来实现。
随着德国新造的第三条高速铁路——汉诺威－柏林高速铁路在1998年秋季建成通车，因此ICE-10号线在柏林－鲁尔区之间的行车时间得以缩短近1小时。而当科隆/波恩机场车站于2004年6月12日开业后，名为“鲁尔之翼（Ruhr-Flügel）”的分拆运行也被延长至此。自那时起，两组分拆列车会在高架式的科隆-道依茨车站于两个不同的月台层相遇。
ICE-1列车和ICE-2列车均比国际铁路联盟（简称）所规定的国际列车标准略宽和略重。1997年6月，首个ICE模拟驾驶舱在富尔达落成，它将为当时约800名ICE火车司机提供驾驶培训。
由西门子、GEC-阿尔斯通和当地企业组成的联盟曾试图将结合了ICE和TGV技术的“歐鐵列車”出售至台湾（台湾高速铁路项目），但在1999年12月底遭到意外失败。而在巴西特大城市里约热内卢至圣保罗间推广的ICE概念也同样未能成功。

### 第三代

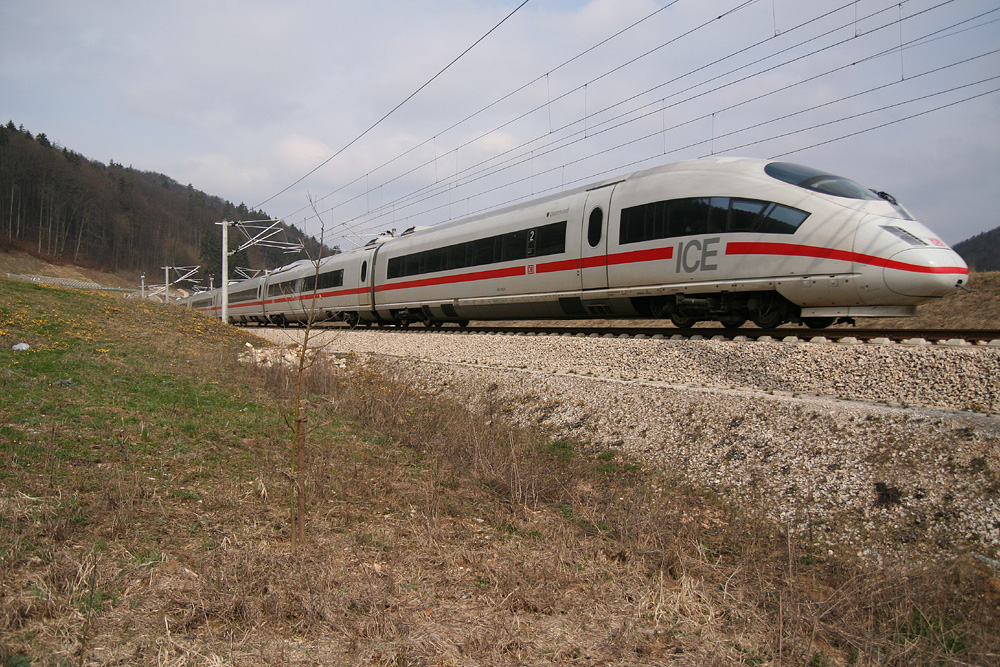
ICE-3的新设计：拉长、圆润的端部

为了使ICE能够在全欧范围内使用，新一代列车的车厢尺寸已进行了缩减。通过分散式的底部驱动，确保了车厢较低的轴重可以符合国际铁路联盟的规定。在此情况下，牵引电动机、变压器和其他组件被分布在整列车组之间，并因此摒弃了动力车头。有两组试验车辆按照这种分散式动力的要求进行了测试：其中ICE-D在1节带动力的中部车厢内安装了来自ICE-1车厢和ICE-2动力车头的组件。其它组件则是在新造的ICE-S进行测试，它在如今已被作为高速铁路运输的检测及试验车辆使用。
在1994年订购并自1999年投入运用的第三代列车分为ICE-3国内版（403型）和ICE-3M多电压版（406型），其中后者是为适应荷兰和比利时的直流电系统而开发。它们所允许的最高速度为330公里/小时，并在常规运行中最高可达300公里/小时。与ICE-2列车一样，新的车组也是按重联/分拆的概念设计，从而允许大编组列车在不同的线路中分拆运行。
具备多电压能力的ICE-3M自2000年10月23日起前往阿姆斯特丹（荷兰）、自2002年12月起前往布鲁塞尔（比利时）运行。而早自1987年起，一个名为ICE-M的多电压车辆技术规划便在联邦科学研究部的资助下启动。自2007年6月起，在法兰克福至巴黎（POS）间运行、根据法国运输条件改造的ICE-3MF列车最高可达320公里/小时。
2000年，在汉诺威世界博览会交通的带动下，ICE的运输能力同比增长了23亿，达到139亿客公里。同年，ICE的运输能力还占据德铁长途运输约40%的市场份额，成为最骨干的列车类别。
由于ICE-3和ICE-3M是德国铁路唯一可以应付自2002年建成的科隆－莱茵/美因高速铁路中最高达40‰坡度的高速列车，因此通过该线路的所有客运班次几乎都使用它们担当。ICE-3的首次载客运行是在2000年6月1日至10月31日期间，作为2000年世界博览会的“世博快车（Expo-Express）”使用。
随着纽伦堡－因戈尔施塔特间的新造路段于2006年5月落成，它在同年12月被完全纳入ICE网络。这是除科隆－莱茵/美因高速铁路之外，德国另一速度可达300公里/小时的高速铁路。因此在纽伦堡至慕尼黑之间主要开行有半小时1班的服务。

### 摆式技术

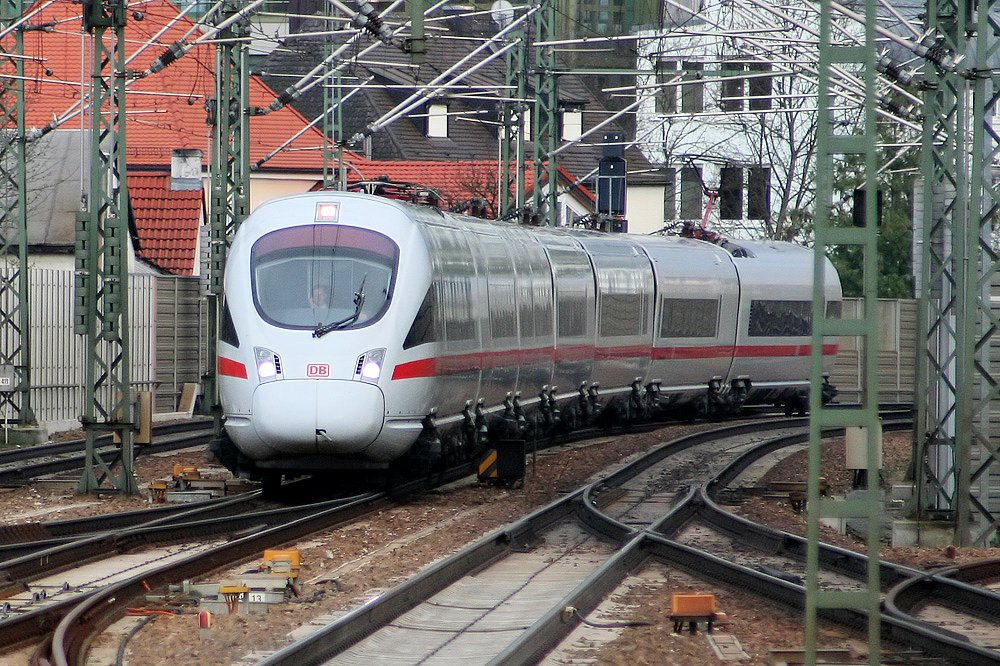
一列ICE-T倾斜通过弯道

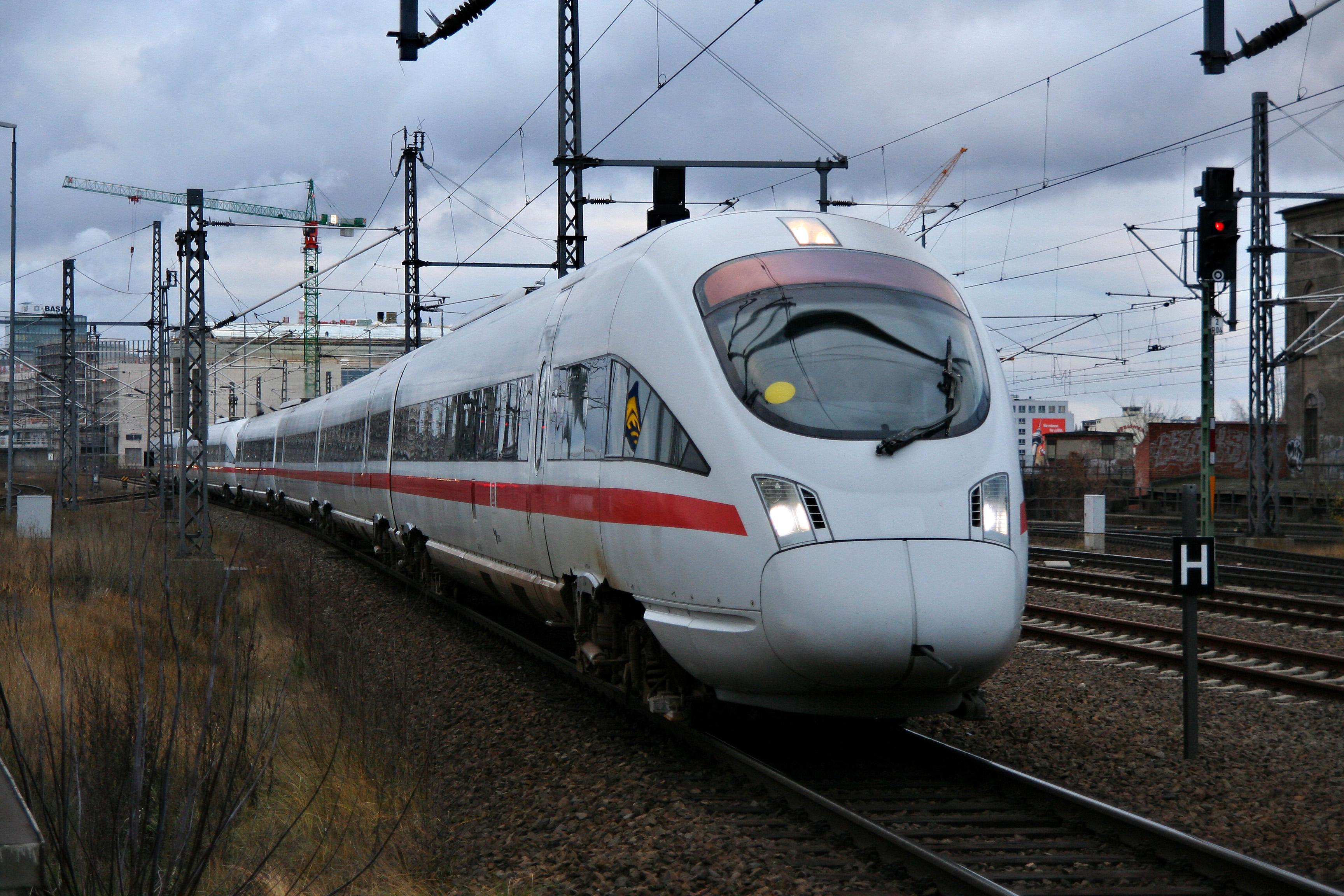
ICE-TD是最短编组的ICE列车（此为重联）

伴随着ICE-3还同时交付有相类似、但采用摆式技术的ICE-T列车（电力，5节或7节编组的变体），并在两年后开发出ICE-TD列车（柴电，4节编组）。它们是专门被设计用于那些不具备高速运输能力的线路，例如在巴登-符腾堡州、巴伐利亚州、黑森州或图林根州内的多弯线路。在这些弯道上，列车可以像摩托车手一样最高倾斜至8°，并允许以最高速度的30%快速通过。而电力版本变体的最高速度被批准为230公里/小时。这些列车最初是计划用于IC服务，但随后由于较短的行车时间和较高的设备标准而被升级至ICE级别。列车原本还配备有自行车泊位，它们却在纳入ICE服务后被替换为更多的座席 。2008年10月至2009年6月期间，因轮轴问题需提前进行周期性检修，列车仅能维持有限度运营。它们主要作为机车牵引式的IC列车的热备车辆使用。通过安装更结实的轮轴以恢复快速过弯的计划已得到批准，但至今尚未实现 。
柴油动力的ICE-TD自2000年6月起投入纽伦堡—德累斯顿及慕尼黑—苏黎世线路运营，但由于最初的易受干扰性，以及据德国铁路声称的操作成本过高，它们很快就被暂时停用。然而自2006年复活节起它们再当作支援和加班列车使用。自2007年9月9日起，它们还在汉堡至奥胡斯之间、以及在经由“飞鸟航线”的汉堡和哥本哈根之间，部分代替丹麦的MF型柴油动车组使用。其中在每种情况下都会有1对两节编组的列车延伸至柏林始发及终到。它们于汉堡火车总站分拆后分别前往丹麦的两个目的地，或合并后前往柏林。这种连接是柏林及哥本哈根间自1997年秋季开办直通服务以来，首次由ICE担当，同时也是丹麦的两个目的地首次被直接纳入ICE网络。
自2004年底起又有28列7节编组的第二批次列车（ICE-T2）被补充至摆式ICE车队。与第一批次相比，其餐厅区域被替换成了站立式吧台，同时视频/音频节目和二等车厢的脚踏板也均被移除。

### 未来
自2013年2月起，应该有首列407型电力动车组被补充至ICE车队，德国铁路共为此新型动车组订购了16列。它们还应该可以被用于跨境运输，尤其是在从法兰克福经由斯特拉斯堡至法国南部的法国高速铁路莱茵河－隆河线中使用，并应自2015年起从法兰克福经由科隆前往伦敦。然而，随着首列动车组的交付不断延期，以至于制造商在2013年2月甚至无法明确交付时间表。适航审批程序始于2013年8月1日，因此首组列车直至2014年第一季度才完成交付。在此之前，欧洲隧道公司已于2013年6月14日宣布批准ICE列车驶入英法海底隧道。但媒体预计这项运行几乎不可能在2018年底前实现。
407型是基于西门子Velaro平台，通过ICE-3进一步发展而来。该平台的类似变体则已经成功的销往西班牙、中国和俄罗斯等国。
作为ICx项目的一部分，城际列车车组应最先自2016年底以及ICE-1列车自2020年、ICE-2列车自2025年起被替换为新的车辆。为此德国铁路已在2011年5月签署了一份多达300组列车的框架协议，初步计划是自2016年起逐步替换原有的IC列车。在2020年至2026年期间应该将有80至120组新ICE列车投入运营。
经过多方面考虑，通过双层或加宽ICE列车来提升容量的方案（ICE-21和ICE-4概念）最终未能在1990年代末突破概念研究的阶段成为现实。

### 事故
下文仅列出特别重大的事故。更多的事故请参阅各ICE列车型号的条目。

#### 埃舍德ICE事故

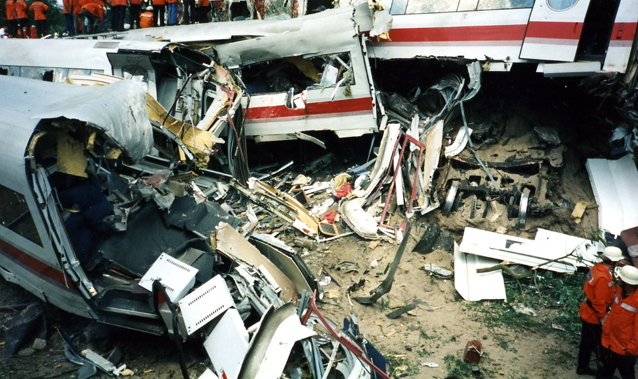
埃舍德事故：ICE884次“威廉·康拉德·伦琴号”列车的残骸

在埃舍德发生的ICE事故是德国铁路运输史上最严重的事故之一，也是全球范围内由高速列车所参与的伤亡最惨重的事故。它共造成101人死亡，88人重伤。
事故是由一个老化和有缺陷的轮箍所触发。该轮箍在断裂后插入其中一节车厢，并将所途径的第一个道岔的护轨卷毁。在反弹力的作用下，车厢左侧的车轮又触动了第二个道岔的尖轨，使得原本在主线上行驶的后方车厢撞上旁侧的轨道后出轨，并撞向一条300吨重的立交桥梁柱，导致桥体坍塌。所有后续车厢都被挤成废墟。
事故的其中一个后果是致使德国铁路放弃了在高速列车中使用橡胶弹簧轮箍。

#### 兰德吕肯隧道事故

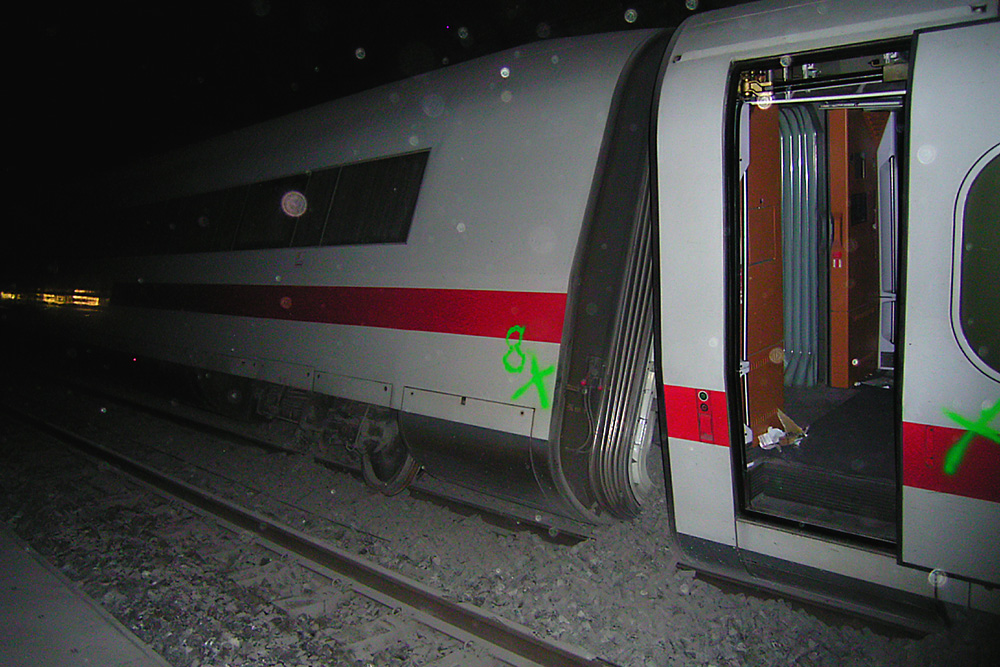
在兰德吕肯隧道南侧出轨的一节ICE885次列车中部车厢

2008年4月26日，一列ICE-1在从汉堡经由汉诺威－维尔茨堡高速铁路前往慕尼黑的途中，于20时58分在兰德吕肯隧道入口撞向一群误入轨道的羊群。两端动力车头以及12节车厢中的10节出轨。列车在驶入隧道入口后约500米处停止。148名乘客中有17人受伤。由列车、线路和隧道造成的损失高达1000万欧元。而富尔达至布尔格辛之间的路段也被迫关闭了约两个半星期之久。

#### 科隆轮轴断裂事故
2008年7月9日，一列ICE-3列车在驶离科隆火车总站后不久于霍亨索伦桥前出轨，原因为轮轴断裂。列车是在轮对于枕木上发生异响后通过紧急制动而陷入停止状态。无人在事故中受伤，乘客可以通过列車末節車廂的车门返回车站月台。由于面临安全危险，联邦铁路局于2008年7月10日下令，所有ICE-3列车必须在当天的运行结束后退出服务，其中运行里程超过6万公里的轮轴需要进行超声波探伤检查。而采用34CrNiMo6型合金钢轮轴的常规超声波检查周期也由原本的30万公里被缩短为6万公里。所有67列动车组中共有61列受到影响。这也导致在随后的几天里，有过百班列车服务需要全部或部分由备用列车替换。

#### 莱茵兰-普法尔茨火灾事故
2018年10月12日，从法兰克福開往科隆的ICE511（车型为ICE-3）高速列车在行驶至南部地区迪尔多夫附近时发生火灾。事发时车上载有约510名乘客，列车紧急停车后，乘客全部被救援人员安全疏散。事故造成几名乘客轻伤，并导致锡格堡与蒙塔鲍尔之间一段线路和附近的高速公路关闭，部分车次延误和取消。此次事故的大火将列车2节车厢损毁，其中1节被完全烧毁，但车上乘客全部被安全疏散。

## 列车组成
在ICE系统中共运行有约260列来自五款不同变体的高速动车组（ICE-1、ICE-2、ICE-3、ICE-T、ICE-TD）。在此基础上还有两组原大都会列车的车组也作为ICE在柏林至汉堡和慕尼黑间运行。

### 共性
ICE产品主要可通过统一的颜色、类似的内部设计和各种各样的舒适性特点来界定。列车的保养维护也在专用的ICE车间进行。
在2002年12月15日的运行图更替实施之前，许多ICE列车都在运行图中被赋予了著名人士、风景名胜或标志性建筑的名称。在此之后，ICE动车组开始根据城市和市镇命名。自2002年10月以来，有超过180列ICE动车组被授予了德国和个别欧洲城市的洗礼名。ICE短跑手的名称则仍然获得保留。首个命名发生于2002年10月31日，当时有一列动车组获得了“柏林”的名称。

### 设计

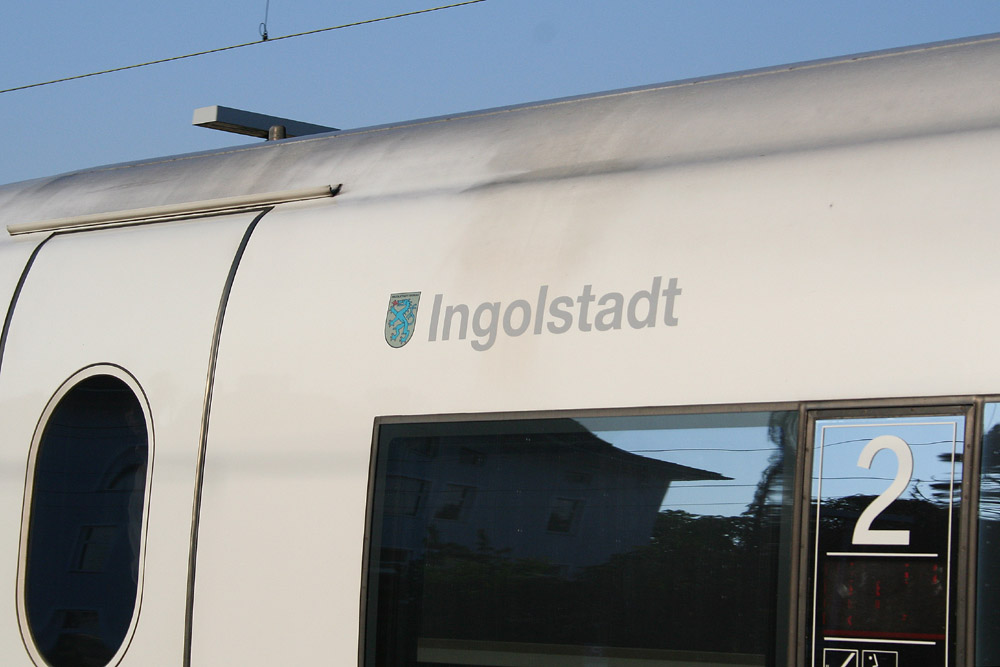
受洗列车的城市名称及徽章显示于两节端部车厢或动力车头的两侧
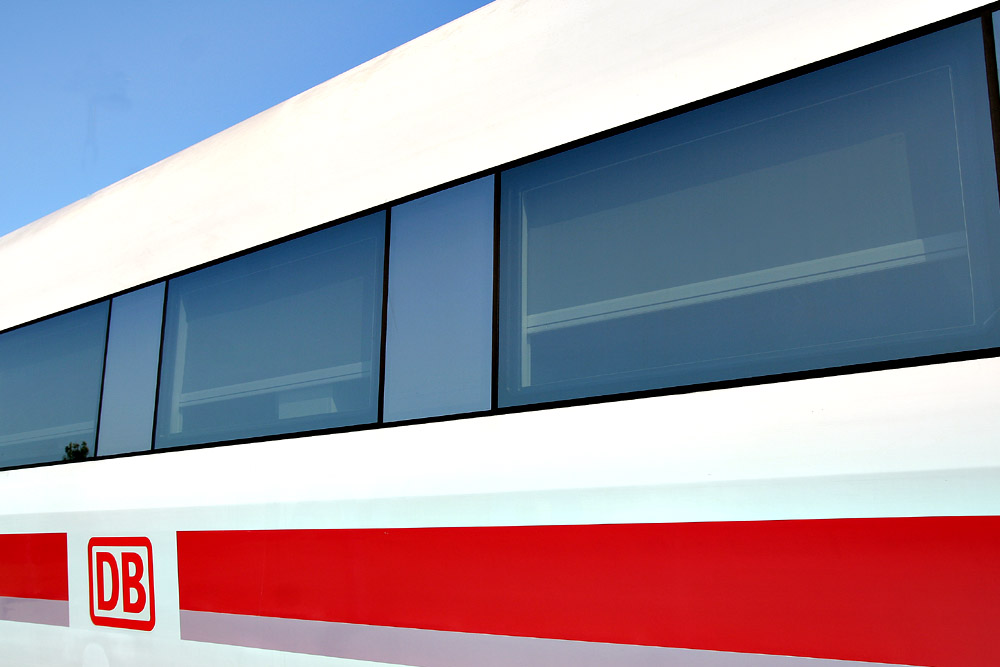
ICE带有双色条纹的旧配色方案
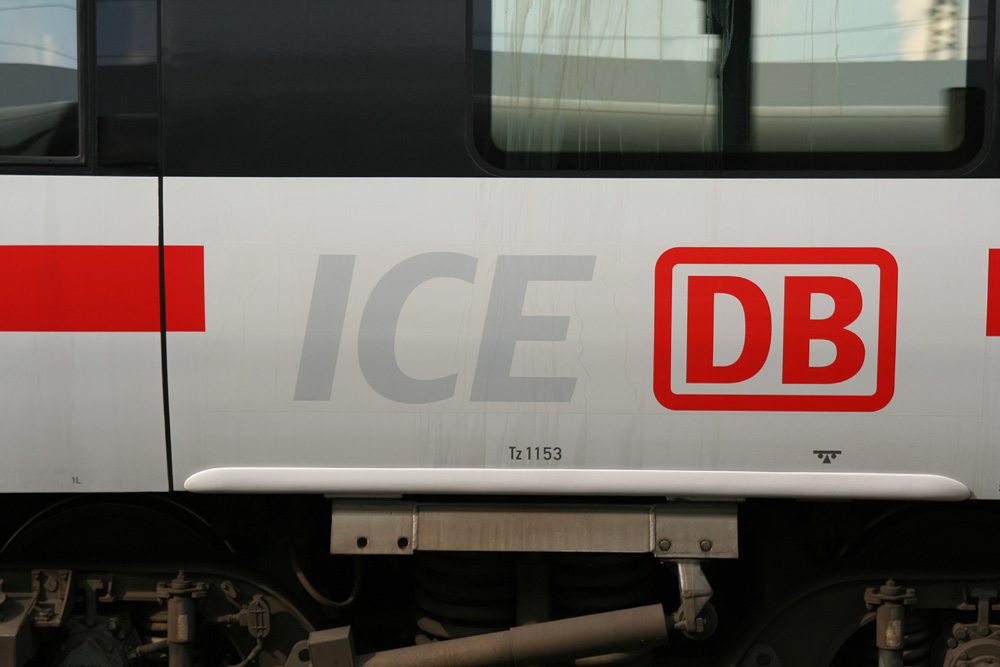
位于ICE-T端部车厢的“ICE-DB”标志
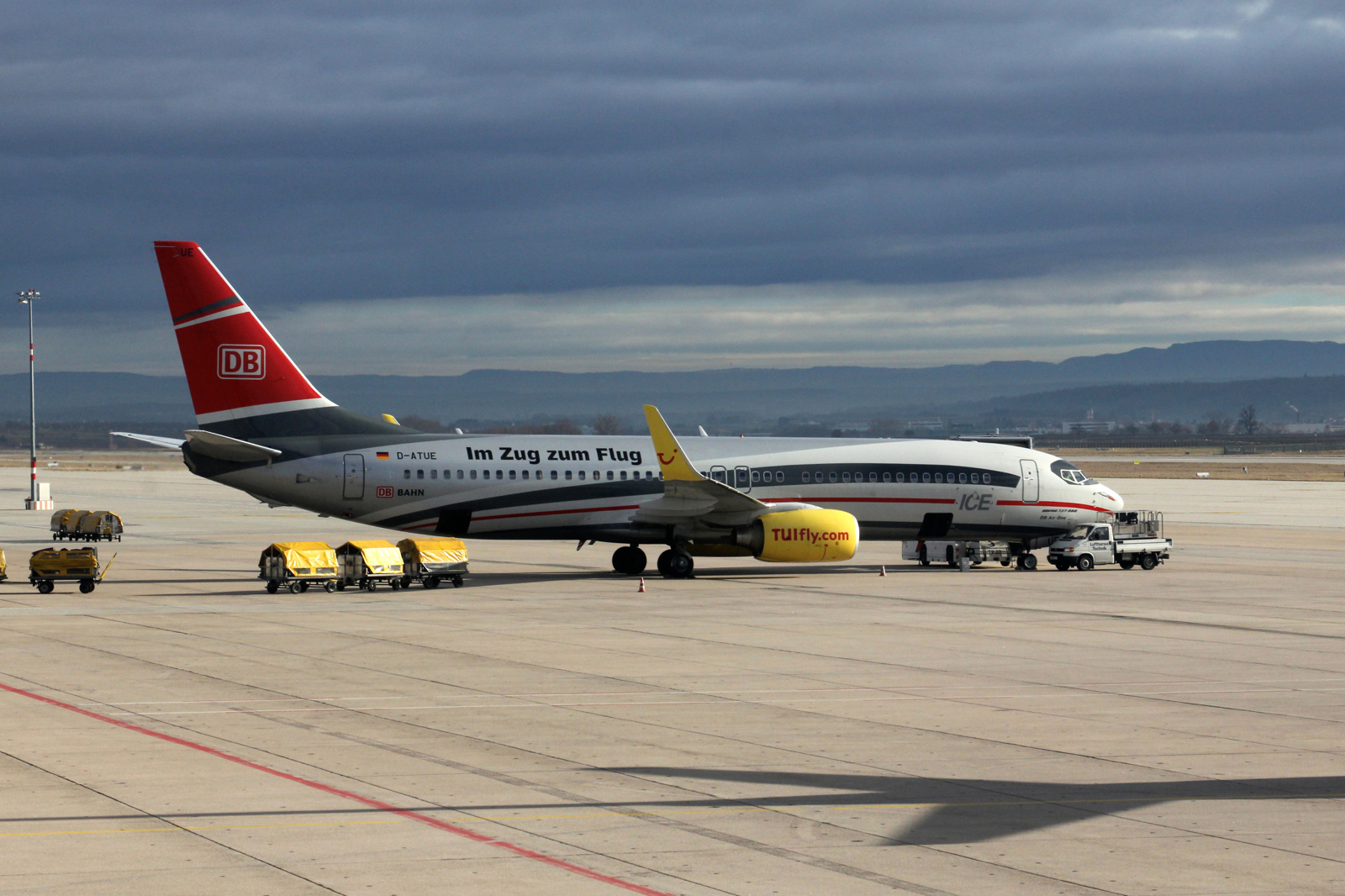
一架带有ICE广告涂装的民航客机

ICE的一个重要特点是德国铁路所赋予的配色方案，这也是受到法律保护的专利设计。浅灰色的涂装搭配交通红色的条纹（RAL颜色7035号及3020号）和连续的黑色带型窗，并点缀以椭圆形的乘降门窗，使得它们与德国铁路的其它所有列车均有所不同。
在第一代和和第二代ICE车身上的条纹最初是采用东方红（RAL3031）搭配第二条更薄的粉紫色（RAL4009）线条。所有ICE-1和ICE-2的这种双色调是在1998年至2000年世界博览会开幕之间，通过一项名为“涂装翻新总复查（Hauptuntersuchung mit Anstrichauffrischung）”的重新喷漆工作而终结。
ICE标志使用的是玛瑙灰（RAL7038），裙板和车架则为石英灰（RAL7039）。内部面板的塑料部件全部都保持相同的亮灰色（RAL7035）。内部全貌则由间接照明和漆面木器组成。ICE-1的内饰最初是由德国联邦铁路根据当时流行的设计，采用类似薄荷绿的柔和色调。而在2005年至2008年的大修时，ICE-1的内部被完全更换，并在设备和设计上与第三代ICE相适应。
在2006年世界杯足球赛期间，所有ICE列车都被贴上了世界杯标志。
自2007年春季起，个别列车通过实验性的方式被漆以德铁样式的新ICE标志，当中包含一个清晰可见的德铁徽章。至2007年底，其余车队已经明确不会进行这项改动。
在1980年代，工业设计师亚历山大·纽麦斯特及其团队开发了ICE的前身——试验型城际快车（ICE-V），其著名的ICE外观设计也被用于所有的ICE型号上.。ICE首批量产列车的内饰则是由来自斯图加特的延斯·彼得斯及其团队所设计。这个团队在1980年代中期也负责区际列车（简称）的设计。

### 外部特征差异
| ICE （通用） | 浅灰色的涂装搭配红色的条纹和车厢之间的铰棚连接处（不同于其它德铁车辆）， 连续的黑色带型窗和椭圆形的乘降门窗（不同于城际列车和原大都会列车车厢） | 浅灰色的涂装搭配红色的条纹和车厢之间的铰棚连接处（不同于其它德铁车辆）， 连续的黑色带型窗和椭圆形的乘降门窗（不同于城际列车和原大都会列车车厢） |
| ICE-1        | 两节动力车头和中部车厢，高顶的餐车/简餐车，带德铁标志的整流罩，非连续性的红色条纹（仅ICE-1具备的特征），不可分拆的12节车厢编组。 | |
| ICE-2        | 一节动力车头和一节控制车（控制车含旅客席位），餐车/简餐车的车顶高于其余车厢相同；相较于ICE-1：整流罩纵向开合，突出的大纵梁，可重联的7节车厢编组。 | |
| ICE-3        | 无动力车头，而是采用动力分散式。端部车厢带有圆形挡风玻璃和贵宾室（可欣赏线路的乘客隔间），变压器车厢带有受电弓（无动力）；控制车的红色条纹被ICE字样中断，并朝下延伸穿过整流罩下方；带型窗止于挡风玻璃中部的高度，可重联的8节车厢编组。                                                                                      | |
| ICE-T/TD     | 与ICE-3相同，仅：“鼻子”更短，受电弓（T）或电阻制动的空气动力学外罩（TD）设于端部车厢；带型窗及红色条纹保持水平延伸并平行于带型窗，带型窗以尖形终止，红色条纹则止于前照灯之前；顶灯设于挡风玻璃上方；自2003年起，TD的前照灯采用发光二极管，可重联，T为5节或7节车厢编组，TD为4节。                                            | |
| ICE-T2       | 与ICE-T的第一批次相同，仅：车厢连接处无假窗，侧窗之间无玻璃部件，而是采用喷漆板材，三盏式前照灯采用发光二极管。 | |
| ICE-V        | 更宽和更低延伸的紫色条纹，但不穿过整流罩；带有德国联邦铁路标志和初步的ICE标志，铰棚外部经过粉饰，动力车头比中部车厢更大并有更圆润的“鼻子”；整流罩自1995年起与ICE-2相同。 | |
| ICE-S        | 旧式的粉紫色/东方红色条纹在采用黄色/灰色涂装（德国铁路用于工程车的专用黄色）的1号和3号中部车厢延伸；灰色的ICE字样配以白色的后缀“S”；灰色的虚线和黄色条纹在2号车厢组成为一个曲线图；强电流导线设于车厢连接处；外部显示的速度最高值以330公里/小时取代了280公里/小时（注：该列车的编组可以改变，中部车厢的特征可能并不适用）。 | |

### 车厢设备

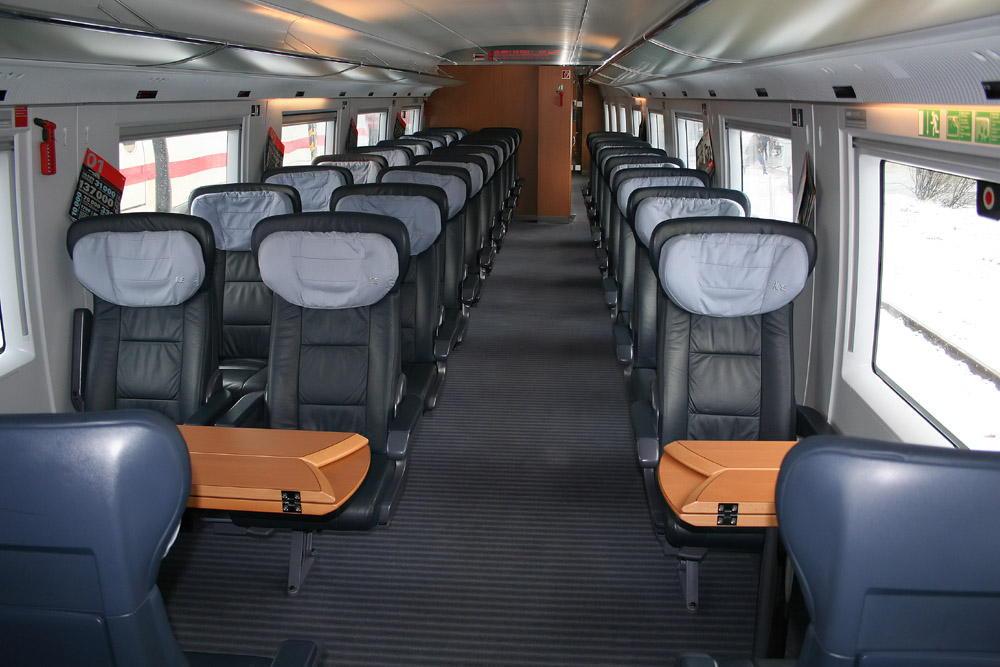
ICE-3一等车厢内的开放空间

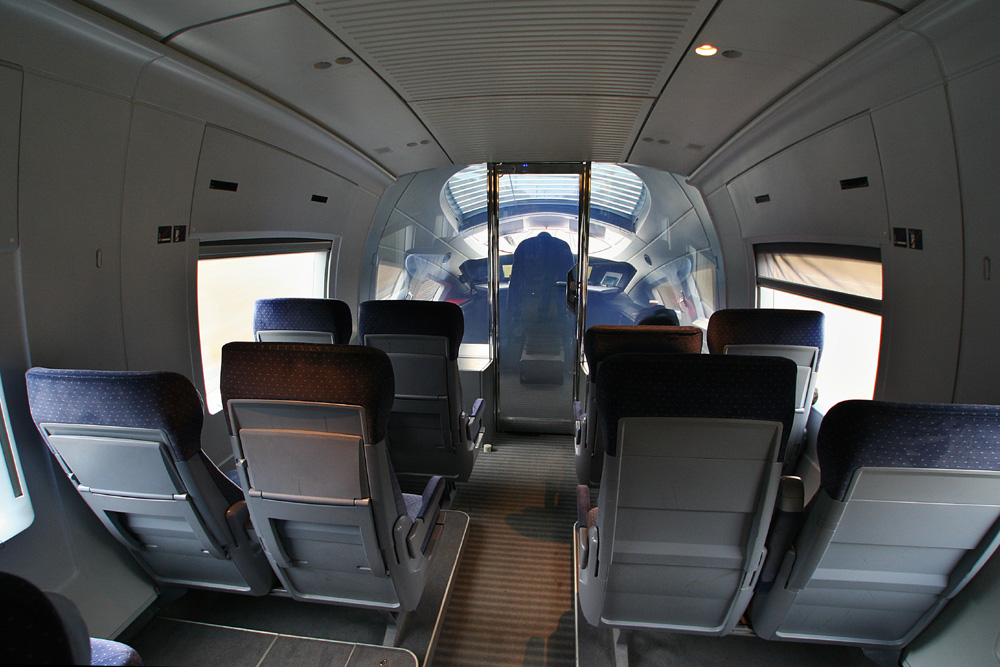
ICE-3二等车厢内的ICE贵宾室可以看到驾驶室

ICE列车提供高水准的舒适性设备。所有列车均安装了空调、配备餐车或简餐空间，并有旅客信息系统和一个供儿童使用的隔间。大多数座椅的椅背可以调节，许多列车也可以调节座垫的深度。大多数列车还提供电源插座、脚踏板和耳机插孔，乘客可以藉此收听车载音乐/语音节目或是电台广播。在较新的列车上则提供设于两个端部车厢的全景隔间，乘客可以越过驾驶员的肩部观赏车外景色。一等车厢（最初也包括二等车厢）的部分座位安装有视频显示器，它们可放映由Bahn TV提供的纪录片或电影。所有列车都有轮椅泊位和带卷桌的无障碍厕所可用。
ICE的车厢被划分为三个区域：配备移动电话放大器、用于改善手机接收訊號的工作区，不允许使用手机和大声喧哗的静音区，以及其它的未指定区域。手机和静音区的座位可以专门预订，这些车厢会在随车免费派发的传单《您的旅行指南》和各种图示資料中显示。配备移动电话放大器的车厢数量至2011年被提高至1495辆。因此，ICE车厢中有70%的座位都配备了移动电话放大器。
ICE-1最初还附带有一个基于可视图文技术的车载信息系统，然而这些屏幕如今已被遮盖。ICE-3有部分车厢设有触摸屏，可提供整个德铁网络的常用时刻表信息，并可按要求进行打印。该系统还可以在所有ICE-2列车的餐车上找到。
ICE-1的现代化改造已在2005年至2008年间基本完成。其座椅和内饰均参照ICE-3进行修改（包括安装电源插座），并移除了二等车厢的音频/视频娱乐系统和脚踏板。与ICE-2/3一样，它们还安装了电子座位预订显示器。
ICE-2列车在所有的桌子下只有1个电源插座可用。而后者在ICE-3/T以及完成了现代化改造的ICE-1（此前仅在会议隔间）之中，几乎出现在所有的座位下。
所有ICE-1和ICE-2、以及7节编组的ICE-T（411型）都配备有1辆带餐厅或小酒馆区域的餐车。与此相反，ICE-3、5节编组的ICE-T以及ICE-TD则不设餐车概念，取而代之的是配备站席和划分为吸烟或非吸烟区的简餐车。自2006年10月1日起，除了一直是无烟区的餐厅外，德国铁路列车内的小酒馆区域也被划为无烟区。而自2007年9月1日起，德国铁路的所有长途列车已全面禁烟。因此原吸烟车厢的椅垫和地毯随即进行清洗，并完全更换了座椅的头枕。早在1992年8月1日，当车厢的小酒馆区域面试时，当局就曾尝试禁烟。但这在其后遭到撤销。

#### 移动及互联网接入

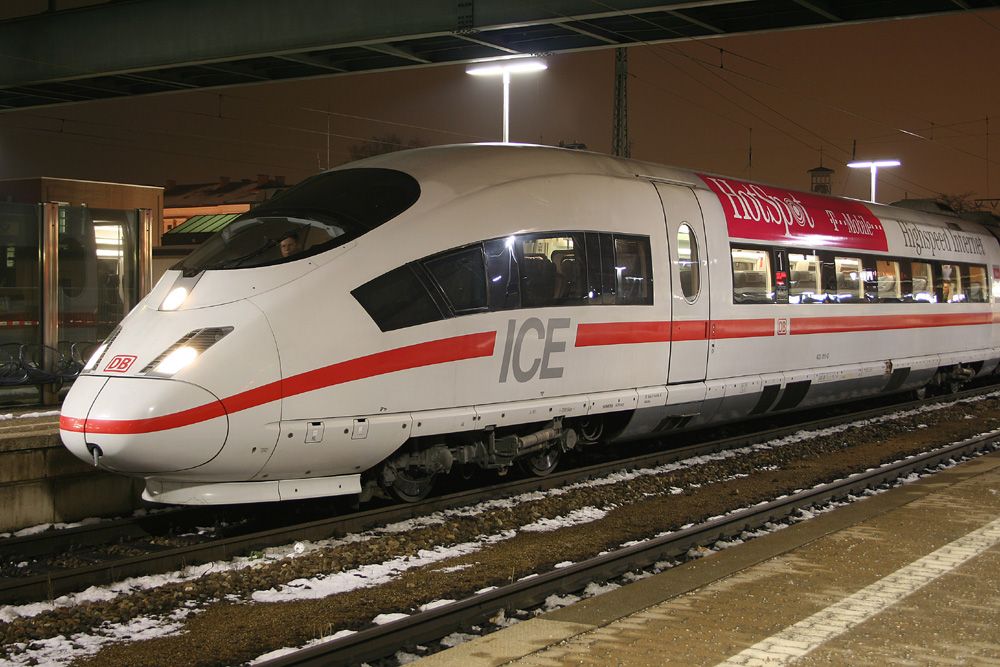
贴有德国电信热点标签的ICE-3于因戈尔施塔特

早在1999年，随着移动电话放大器的引入，在ICE列车上根据GSM/GPRS的低速率传输接入移动互联网成为现实。而通过GSM网络的不断扩大和UMTS网络的不断发展，如今在列车运行中高速接入互联网，尤其在城市群核心地区也是可能的。在开放的线路上，配备了移动电话放大器的车厢就会正常工作，可以最大限度的使用以较低速率传输（GPRS）的互联网而不会中断。大多数ICE线路和隧道现均已配备了抗干扰的手机接收装置。
自2005年底起，有7组ICE-3在多特蒙德－埃森－科隆（－锡格堡/波恩）的线路上通过WLAN提供互联网接入，在2007年春季又继续扩展至法兰克福。至2007年底，在法兰克福－汉诺威－汉堡以及法兰克福－斯图加特－慕尼黑的路线上也进行了相应的装备，WLAN列车的数量增加至38组。进一步的措施应是自2011年起逐步在所有的线路上提供。循序渐进的措施还包括在2011年底将配备互联网接入的配置扩展至所有的ICE列车。截至2009年底，已有69组ICE列车，以及在汉堡－富尔达－法兰克福、科隆－法兰克福、多特蒙德－科隆和法兰克福－斯图加特－慕尼黑的ICE路线上配备了WLAN接入。
至2014年底，整个ICE的核心网络和255组ICE列车都应完成移动互联网的接入配置。

#### 缺乏自行车携带性
由于德国铁路删除了ICE携带自行车的运输条款，散装的自行车便因无法通过ICE承运而经常受到批评。全德自行车俱乐部举例指出，随着近几年大量的区际列车和城际列车服务（均可携带自行车）被ICE服务所取代，携带自行车在长距离线路的可用性正不断恶化。根据ADFC公布的资料显示，经由德国铁路长途运输携带的自行车由于这种供应减少，数量已从1990年代中期的50万辆次回落至2007年的25万辆次。德国铁路则从另一方面指出，由于ICE车队的改造成本高昂（千万欧元以上），并且需要延长停站时间，而携带自行车仅具备的季节性特质并不足以支持每组列车进行成本高达八位数的座位移除工程。但在ICE未来交付（约自2018年起）的ICx系列中，则应会具备自行车的可携带性。
然而在实践中，完全打包的自行车（只要不超过一定的数量，并且可由单人携带）以及折叠自行车仍然可以经由ICE承运，它们被视为“重物”并能够像一件普通的行李一样免费携带。德国高速铁路运输中极少可携带自行车的班次仅存在于自2007年6月起——在斯图加特或慕尼黑至巴黎间开行的TGV POS列车上，其中每组列车可容纳4辆自行车。
仅大部分的ICE-T和ICE-TD是在交付时便具备最高达39个（ICE-T）或10个（ICE-TD）自行车泊位。但在实践中，只有5组在1999年至2002年间用于前往瑞士的列车提供携带自行车服务，其中每组列车最多可容纳8辆。

### 保养理念

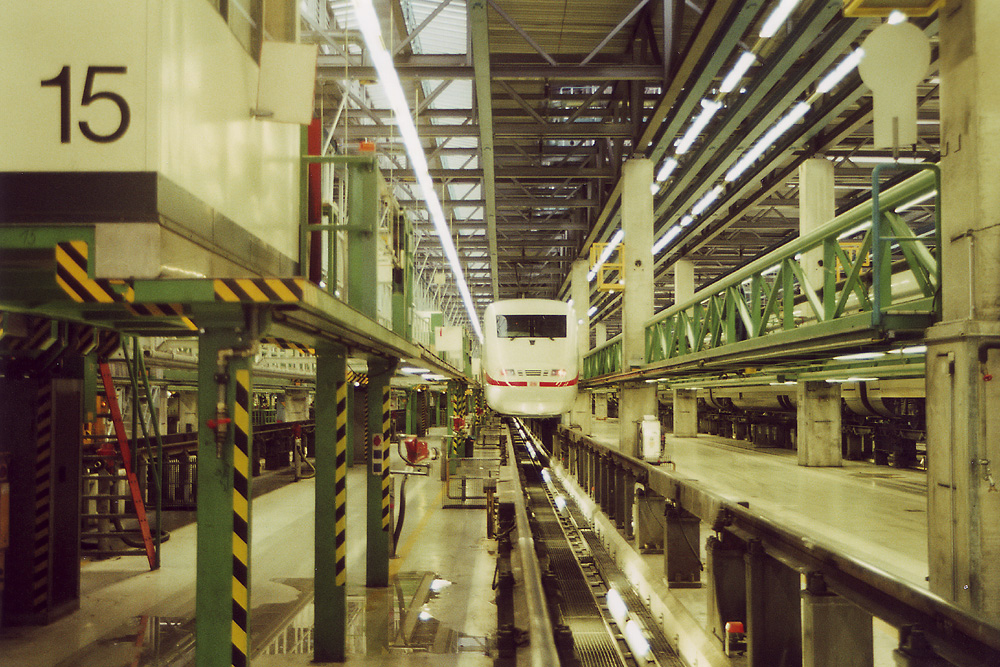
慕尼黑的ICE维修车间

ICE的保养维护有着比以往车辆更进一步的理念，它们是在巴塞尔、柏林、多特蒙德、法兰克福、汉堡、科隆、慕尼黑和莱比锡等8座新设立或专为ICE进行强化的车辆段完成。列车未来也将在巴黎停留期间使用法国国家铁路的车间。大修以及事故损坏后的拆解则会在欧普姆和纽伦堡的维修车间进行。
列车通常不会在保养的过程中进行解编。保养工作将至少从三个层面同时进行，分别是车辆下方、乘降层以及顶部区域。定期工作会根据规定按照从4000至165万公里的七个里程数级别而开展。列车的检验停留时间，一般只有1小时，而它们大多是在夜间进行。作为另一项重大创新，应用于电脑化自诊断系统内的无线电预警可以在列车仍然行驶时，便通过数据远程传送对故障进行预存。

## 网络结构
| 红色 | 新造线     | 300公里/小时      |
| 橙色 | 新造线     | 280公里/小时      |
| 蓝色 | 既有线改造 | 200至230公里/小时 |
| 灰色 | 既有线     | 160公里/小时      |

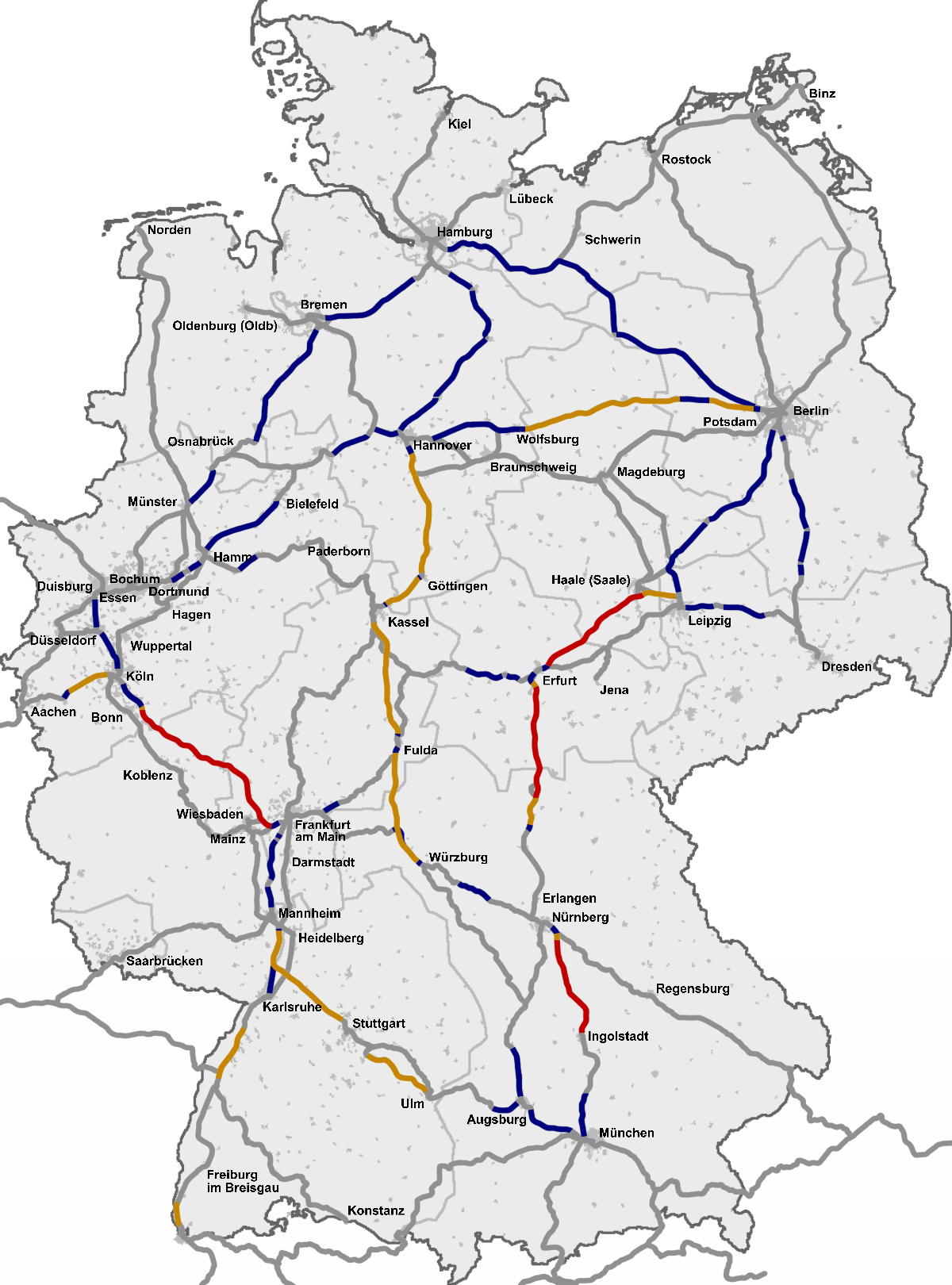
德国的ICE网络（2018年）

ICE网络的发车间隔及限速

ICE系统是一个包含约180个ICE车站、在城市间运行的快速列车网络。该网络主要提供发车间隔为每小时1班、部分两小时1班并优先考虑大型城市的服务。在分支线路上则仅开行有个别班次。在德国境内的130座ICE车站中有约80座的发车频率至少在两小时以内，境外的50座ICE车站有约15座亦是如此。而通过多条线路在某一区间内的叠加运行，发车频率可压缩为约半小时以内（纽伦堡－慕尼黑、科隆－法兰克福、哥廷根－卡塞尔－富尔达）。此外还补充有加班列车服务。
相对于其它高速列车，ICE系统平均约为70公里的站间距显得相对较低。其中一个原因是德国多极化的聚居结构，使得它没有类似于伦敦、巴黎、马德里、北京、上海或东京的中央大都市。因此ICE线路的不平衡也会饱受批评。包括蒙塔鲍尔（12500名居民）和荷尔斯泰因地区奥尔登堡（9700名居民）在内的小型市镇都有ICE定期停靠。有ICE定期停靠的最小规模“城市”是屈索夫，仅1395名常住人口。一些大城市例如开姆尼茨（241000名居民）和克雷费尔德（222000名居民），却依然没有ICE列车提供服务。
新线路的走向和ICE列车的停站往往是极具争议性的。因此在莱茵/美因－莱茵/内卡高速铁路的规划阶段，便就（法兰克福至斯图加特之间的）ICE列车是否应不停站绕行曼海姆火车总站而爆发了长达一年的争论。也有批评认为，一些ICE列车经由200公里长的线路通往奥斯纳布吕克（155000名居民）而不停靠不来梅（546000名居民），节省的时间却只有几分钟。
德国有大量高速铁路可用于快速运行（至少200公里/小时以上）。除了自1960年代以来在既有线为高速运行所进行的路線升級之外，自1991年起还有五条设计时速在250至300公里之间的德国新造线路已处于运营，或是处于在建规划阶段。除了高速铁路之外，ICE列车在既有网络运行的最高速度为160公里/小时。此外，ICE列车也会经常以非常低的速度运行于网络中的部分路段，它们包括盖斯林根坡道（有七公里的限速为70公里/小时）、弗兰肯森林铁路（有十二公里的限速为70公里/小时）和施瓦茨科普夫隧道地区（70公里/小时）。随着一系列新造项目的建成通车，德国高速铁路网络的一部分空白将得到填补。
批评者指出，大多经由丘陵地形的高速新建铁路的成本高昂和过于浪费。德国所有新造线路中有约四分之一（科隆－莱茵/美因新建铁路）至近半数（埃本斯费尔德－埃尔福特新建铁路）的长度是由桥梁及隧道组成。只有地处北德平原的柏林－沃尔夫斯堡新造路段不含隧道。在另一方面，铺设于丘陵地区的既有线的平均旅行速度目前通常处于较低的水平，例如在埃尔福特至莱比锡间为100公里/小时以及莱比锡至班贝格间仅为88公里/小时。
供所有列车类别（货物运输、区域运输及包括ICE在内的长途运输）通行的最繁忙线路包括有连接曼海姆至法兰克福或美因茨间的走廊（由里德铁路、美因－内卡铁路和美因茨－路德维希港铁路组成，日均发送约650班列车）、日均发送约300班列车的慕尼黑－奥格斯堡铁路、哈瑙和富尔达之间的金齐希河谷铁路、以及从科隆经由杜塞尔多夫通往多特蒙德或经由哈根通往哈姆的线路。

### 南北向连接
该网络主要由6条南北向的主线股构成，可直接或通过多条线路的叠加而提供每小时1班的发车间隔：
- 从汉堡-阿尔托纳经由汉诺威、哥廷根、卡塞尔-威廉山、法兰克福及曼海姆，然后经由卡尔斯鲁厄、巴登-巴登和弗赖堡通往巴塞尔（ICE-20号线）或直接通往斯图加特（ICE-22号线）
- 从汉堡-阿尔托纳或不来梅经由汉诺威、哥廷根、卡塞尔-威廉山、富尔达、和维尔茨堡，然后经由纽伦堡及因戈尔施塔特或多瑙沃特及奥格斯堡通往慕尼黑（ICE-25号线，分拆运行至汉诺威）
- 从汉堡-阿尔托纳经由柏林、莱比锡、耶拿-乐园、纽伦堡及奥格斯堡或因戈尔施塔特通往慕尼黑（ICE-28号线）
- 从柏林经由沃尔夫斯堡、布伦瑞克、希尔德斯海姆、哥廷根、卡塞尔-威廉山、富尔达、哈瑙、法兰克福及曼海姆，然后经由卡尔斯鲁厄、奥芬堡和弗赖堡通往巴塞尔（ICE-12号线）或经由斯图加特、乌尔姆及奥格斯堡通往慕尼黑（ICE-11号线）
- 从阿姆斯特丹或多特蒙德经由杜伊斯堡、杜塞尔多夫、科隆、法兰克福机场及曼海姆，然后经由卡尔斯鲁厄、奥芬堡和弗赖堡通往巴塞尔（ICE-43号线）或经由斯图加特、乌尔姆及奥格斯堡通往慕尼黑（ICE-42号线）
- 从埃森经由科隆、法兰克福、维尔茨堡、纽伦堡及因戈尔施塔特通往慕尼黑（ICE-41号线）

### 东西向连接
该网络提供2条东西向的交叉路线，发车间隔亦为每小时1班：
- 从柏林经由汉诺威、比勒费尔德及哈姆，然后经由多特蒙德、埃森、杜伊斯堡及杜塞尔多夫通往科隆/波恩机场或经由哈根及伍珀塔尔通往波恩（ICE-10号线，早、晚班会继续通往科布伦茨，自哈姆分拆运行）
- 从德累斯顿经由莱比锡、埃尔福特、富尔达、法兰克福及美因茨通往威斯巴登，个别班次经由达姆施塔特、曼海姆及凯泽斯劳滕通往萨尔布吕肯（ICE-50号线，自法兰克福分拆运行）

### 德国的其它分支
在南北方向上除了主线股外还有一些分支线路：

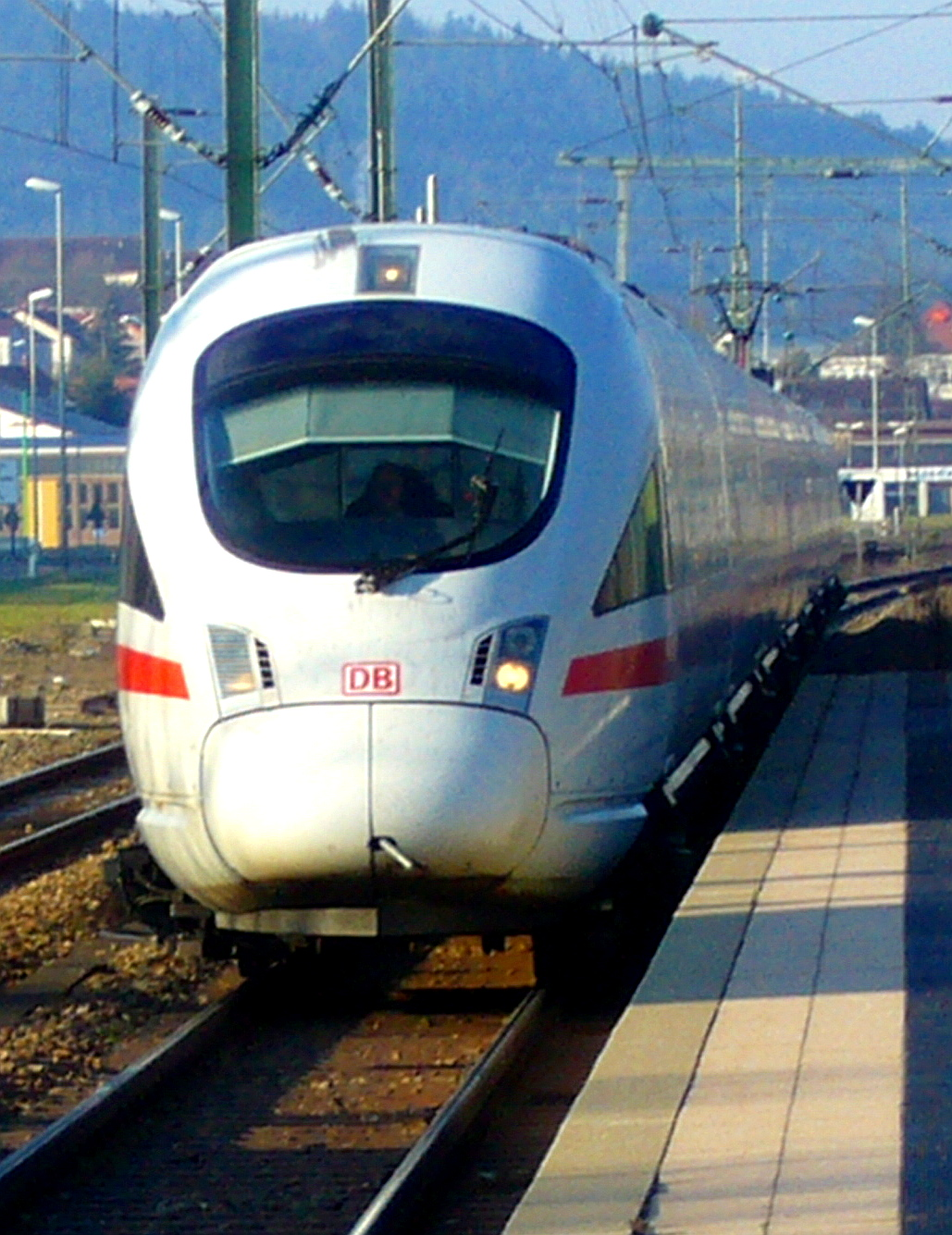
ICE-T于图特林根车站

- 从汉堡经由不来梅、明斯特及多特蒙德，然后经由埃森、杜伊斯堡和杜塞尔多夫或哈根及伍珀塔尔，然后经由科隆、波恩、科布伦茨和美因茨至法兰克福（ICE-31号线、ICE-42号线，个别班次）

经由核心网络还可引伸出更多的运行线路：
- 从柏林通往罗斯托克（ICE-28号线，个别班次）
- 从柏林通往施特拉尔松德（ICE-28号线，个别班次）
- 从汉堡通往吕贝克（ICE-25号线、ICE-75号线，个别班次）
- 从汉堡通往基尔（ICE-20号线、ICE-22号线、ICE-28号线、ICE-31号线，个别班次）
- 从汉堡通往弗伦斯堡（ICE-76号线，个别班次）
- 从不来梅通往奥尔登堡（ICE-10号线、ICE-22号线、ICE-25号线，个别班次）
- 从莱比锡经由汉诺威通往奥尔登堡（ICE-50号线，个别班次）
- 从莱比锡经由卡塞尔通往杜塞尔多夫（ICE-50号线，个别班次）
- 从维尔茨堡经由卡塞尔通往埃森（ICE-41号线，个别班次）
- 从慕尼黑通往加尔米施-帕滕基兴（ICE-25号线、ICE-28号线、ICE-41号线，个别班次）
- 从纽伦堡经由雷根斯堡通往帕绍（ICE-91号线，两小时1班）
- 从亚琛通往柏林（远程通勤，周日夜间至周一凌晨以ICE949次执行，在北萊茵-威斯特法伦没有确切的迂回线路）

### ICE短跑手
ICE短跑手于早晨及傍晚在柏林、法兰克福、汉堡、科隆和慕尼黑的三条线路中开行有8班ICE列车。列车在运行途中很少或不设中间停站，行车时间约为三个半至四小时，较按钟面运行图行驶的列车节省约半小时。作为个别经停站，ICE短跑手途中仅在杜塞尔多夫、杜伊斯堡、埃森、汉诺威和纽伦堡办客。
该列车需要收取预订附加费（11.50欧元），票价也包含了派发日报的费用。它们有时会在开行前或开行后继续担当常规的ICE列车班次。

### 境外延长线
一些ICE列车会从原主要线路中分离，并继续在德国境外运行：

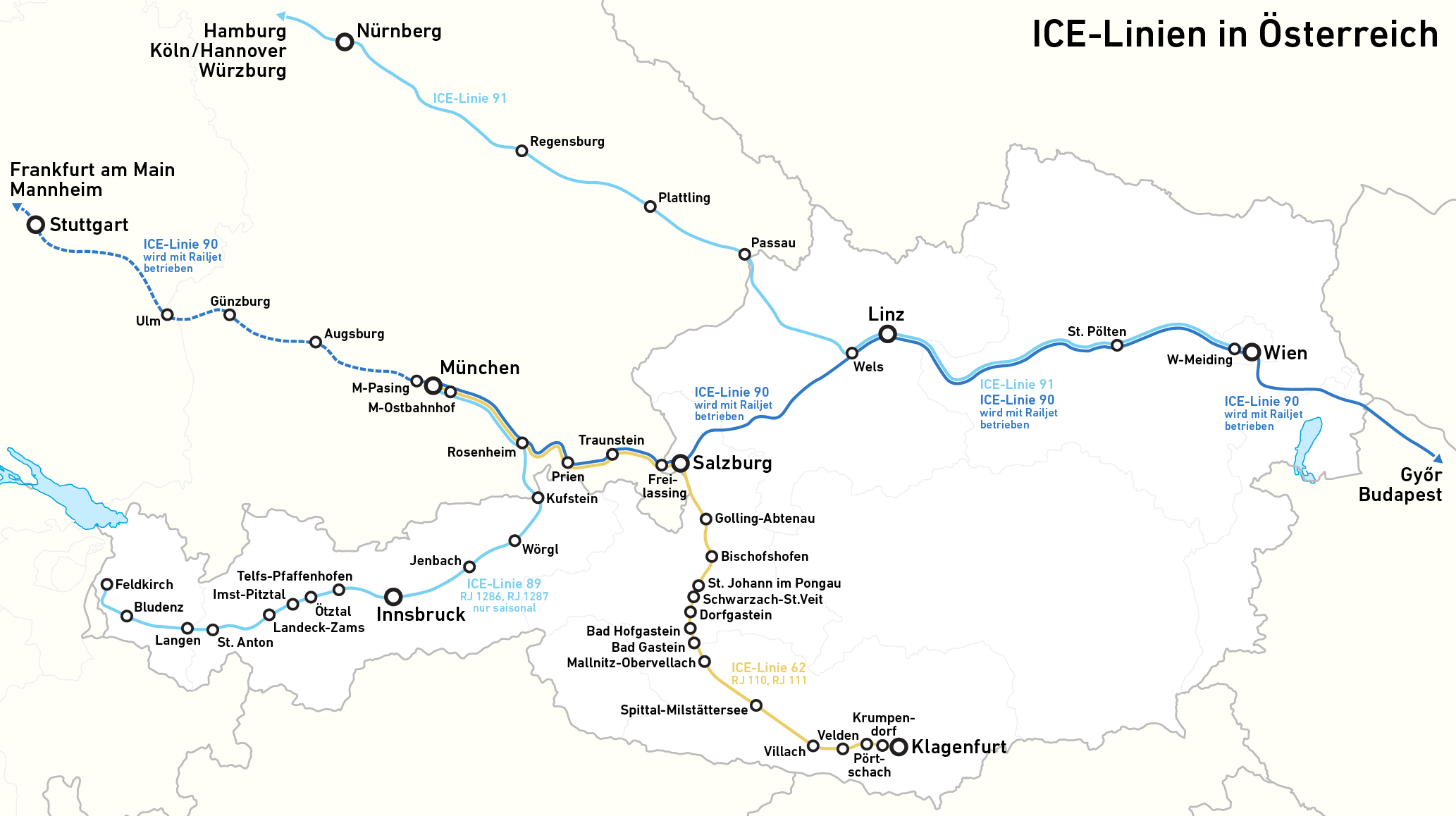
通往奥地利的延长线

- 从汉堡经由吕贝克、普特加登（德语：Puttgarden）通往哥本哈根（丹麦，ICE-75号线，个别班次）
- 从汉堡经由弗伦斯堡通往奥胡斯（丹麦，ICE-76号线，个别班次）
- 从杜伊斯堡经由奥伯豪森及阿纳姆通往阿姆斯特丹（荷兰，ICE-78号线，两小时1班）以ICE-3M担当
- 从科隆经由亚琛及列日通往布鲁塞尔（比利时，可接驳欧洲之星通往伦敦，ICE-79号线，四小时1班）以ICE-3M担当
- 从萨尔布吕肯经由博德雷库尔通往巴黎（法国，ICE-82号线，四小时1班）以ICE-3MF担当
- 从巴塞尔通往因特拉肯或苏黎世（瑞士，ICE-12号线、ICE-20号线，个别班次）以瑞士适用的ICE-1担当
- 从慕尼黑经由库夫施泰因通往因斯布鲁克（奥地利，ICE-11号线，个别班次）
- 从慕尼黑经由加尔米施-帕滕基兴通往因斯布鲁克（奥地利，个别班次，在柏林始发/终到）
- 从帕绍经由林茨通往维也纳（奥地利，ICE-91号线，两小时1班）

2007年6月10日，连接巴黎－斯特拉斯堡的法国高速铁路东线开通了通往萨尔布吕肯的支线。自那时起，便开行有从法兰克福经由萨尔布吕肯至巴黎的ICE-3MF车组。同时开行的还有从巴黎通往斯图加特的TGV POS车组，自2007年12月起也通往慕尼黑。在中远期还计划有一个通往布拉格的ICE服务。德国铁路开办的跨境运输每天共運輸有35000名旅客。
至2007年12月的运行图调整，维也纳至法兰克福间开行了很大程度上是两小时1班的ICE服务。部分班次会继续通往多特蒙德。
前往荷兰、比利时和法国（ICE-3M和ICE-3MF）的国际性ICE运输所使用的动车组均为多电压制式。在瑞士运行的动车组则有一副额外的受电弓（配备窄式珩磨条）。它们还需要加装瑞士所要求的列车控制系统ETCS。
德铁长途运输的对外连接有约70%的份额均由ICE承运。

### 准点率
德国商品检验基金会在2007年9月23日至10月31日期间（不包括罢工日），对10个主要城市的终点站从6时至24时的到达时间进行了调查评估。在总共13228班受调查的ICE列车中，有38%的晚点时间在4分钟或以上。德国铁路拒绝承认调查结果，并声称铁路客运在2007年的整体准点率“远超于90%”，但没有给出任何具体数据。
在德国商品检验基金会于2001年的一项类似调查中，准点率為54%，在那里延误2分钟以上的列车不再被评为准点，其中在2001年6月6日至29日期间对2030班ICE列车于8座车站的到达时间是由人手记录。采用相同标准的另一项研究在1999年录得的准点率为35%，共有1750班ICE列车在1999年6月5日至14日期间于8座车站参与了到达时间的记录。1997年的准点率则为56%，这是基于1454班ICE列车在1997年6月3日至16日期间于10座车站的到达时间所得出的数据。

## 定价规则
ICE运输的资费标准属于ICE档（原称A档），这是德铁客运的三个产品档次中的最高档。除此之外它还包括了ICE短跑手、Railjet、TGV、Thalys，以及2006年以前的Cisalpino。在相同的路线中，ICE运输的资费会普遍高于较低的两个产品档次（IC/EC档：城际列车/欧城列车，C档：区域运输）。溢价的变化取决于线路，部分会不收取溢价费用。短距离的ICE最低价格通常为7欧元（相比之下：IC/EC为6欧元，短途运输为1.3欧元）。自2007年以来，ICE运行将始终根据行程的总长度来计算资费，无论乘客是在哪一部分的线路实际搭乘了ICE。
ICE车票最早可以在票面首个生效日期的三个月内购买。对于团体出行，如果相应的时刻表是已知的，则可最多提前十二个月购买。行驶里程在100公里以上的ICE车票在两日内往返有效。提前预定的优惠可能仅限于指定的班次内有效。一部分ICE旅客可使用火车卡获得折扣。个别特殊优惠（例如Lidl票）给予的折扣并未规定必须搭乘指定的班次，但有部分（例如沏宝票）则将特定的出行日（周五，偶尔也包括周日）排除在外。
座位预订在ICE行程中并不是强制性的（ICE短跑手除外）。它是自1995年2月1日起开始收取费用。在购票或改签的过程中，每个座位的预订费用为3马克，无车票则为9马克。预订最晚允许在规定日的列车发车之前完成——此前则至少提前24小时。截至2010年，每名乘客在二等车厢的预订费用为4欧元，一等车厢则为5欧元，它们各可用于每个方向上的最多两班长途列车。用于家庭、团体、通勤者以及ICE短跑手的其它的价格，则可随车票一起在互联网或是自动售票机上预定。自2014年12月14日起，一等车厢乘客在购票（常规或特惠车票）时便会包含一个预订座位（同样可以一次性在列车发车前改签）。对于持火车卡的常旅客（称为bahn.comfort客户）则可在预订中使用一个特殊的配额以及保留未经预定的席位。
在2002年底的价格体系改革之前曾存在许多ICE特殊优惠。除了“ICE特惠价（ICE-Sparpreis）”和“ICE超级特惠价（ICE-Supersparpreis）”之外，自1999年4月1日起还引入了例如有时间限制的、可在周日早晨5时至14时使用“ICE周日晨票（ICE-Sonntagmorgen-Ticket）”。

## 冠名
自2002年10月31日起，ICE列车将可根据发起者的意愿被冠以城市的名称。动车组会在相应的当地车站或临近的长途车站，由当地市长及德国铁路集团授权的主礼嘉宾共同于庆祝典礼中完成冠名。